# Пам'ятки архітектури національного значення Львівської області
У Львівській області нараховується 822 пам'ятки архітектури національного значення.

## Список
| № п/п                                      | Найменування пам'ятки                                                        | Датування                 | Місцезнаходження                  | Охоронний номер та номер у комплексі |
| ------------------------------------------ | ---------------------------------------------------------------------------- | ------------------------- | --------------------------------- | ------------------------------------ |
| м. Львів                                   |                                                                              |                           |                                   |                                      |
| 1                                          | Кафедральний костел (мур.):                                                  | 1360-1480 рр.             | пл. Кафедральна, 1                |                                      |
| 2                                          | Каплиця кампіанів (мур.)                                                     | 1619 р.                   | пл. Кафедральна, 1                |                                      |
| 3                                          | Каплиця боїмів (мур.)                                                        | 1609-1615 рр.             | пл. Кафедральна, 1                |                                      |
| 4                                          | Житловий будинок (мур.)                                                      | 18-19 ст.                 | вул. Вірменська, 5                |                                      |
| 5                                          | Комплекс Вірменського собору (мур.) :                                        | 14-20 ст.                 | вул. Вірменська, 7/9              |                                      |
| 6                                          | Вірменський собор (мур.)                                                     | 1363-1527 рр.             | вул. Вірменська, 7/9              |                                      |
| 7                                          | Дзвіниця (мур.)                                                              | 1571-1862 рр.             | вул. Вірменська, 7/9              |                                      |
| 8                                          | Палац вірменських архієпископів (мур.)                                       | 17-18 ст.                 | вул. Вірменська, 7/9              |                                      |
| 9                                          | Колона Св. Христофора (мур.)                                                 | 1722 р.                   | вул. Вірменська, 7/9              |                                      |
| 10                                         | Монастир вірменський бенедектинок (мур.)                                     | 1682 р.                   | вул. Вірменська, 7/9              |                                      |
| 11                                         | Вірменський банк (мур.)                                                      | 18 ст.                    | вул. Вірменська, 7/9              |                                      |
| 12                                         | Вівтар «Голгофа» (мур.)                                                      | 18 ст.                    | вул. Вірменська, 7/9              |                                      |
| 13                                         | Житловий будинок (мур.)                                                      | 1783 р.                   | вул. Вірменська, 13               |                                      |
| 14                                         | Житловий будинок (мур.)                                                      | 17 ст., 1776 р.           | вул. Вірменська, 15               |                                      |
| 15                                         | Житловий будинок (мур.)                                                      | 17-18 ст.                 | вул. Вірменська, 17               |                                      |
| 16                                         | Житловий будинок (мур.)                                                      | 16 ст., 1734, 1898 рр.    | вул. Вірменська, 20               |                                      |
| 17                                         | Житловий будинок Лискевичів(мур.)                                            | 17-19 ст.                 | вул. Вірменська, 23               |                                      |
| 18                                         | Житловий будинок Захновичів(мур.)                                            | 16 ст., 1774 р            | вул. Вірменська, 25               |                                      |
| 19                                         | Житловий будинок Домініканців(мур.)                                          | 17 ст., 1741 р.           | вул. Вірменська, 35               |                                      |
| 20                                         | Ансамбль пл. Ринок (мур.):                                                   | 14-19 ст.                 | пл. Ринок                         |                                      |
| 21                                         | Кам'яниця Бандінеллі (мур.)                                                  | к.16 ст.-1750 р.          | пл. Ринок, 2                      |                                      |
| 22                                         | Житловий будинок (мур.)                                                      | 1580 р.                   | пл. Ринок, 3                      |                                      |
| 23                                         | Чорна кам'яниця (мур.)                                                       | 1588-1677 рр., 1884 р.    | пл. Ринок, 4                      |                                      |
| 24                                         | Житловий будинок (мур.)                                                      | 1577-1682 рр.             | пл. Ринок, 5                      |                                      |
| 25                                         | Кам'яниця Мешковського (мур.)                                                | 1580, 1793, 1816 рр.      | пл. Ринок, 6                      |                                      |
| 26                                         | Житловий будинок (мур.)                                                      | 1580, 1793, 1816 рр.      | пл. Ринок, 7                      |                                      |
| 27                                         | Житловий будинок (мур.)                                                      | к.16-19 ст.               | пл. Ринок, 8                      |                                      |
| 28                                         | Житловий будинок (мур.)                                                      | 1634, 1845 рр.            | пл. Ринок, 9                      |                                      |
| 29                                         | Житловий будинок (мур.)                                                      | 17 ст.-1763 р.            | пл. Ринок, 10                     |                                      |
| 30                                         | Житловий будинок (мур.)                                                      | 1900 р.                   | пл. Ринок, 11                     |                                      |
| 31                                         | Житловий будинок (мур.)                                                      | 16-19 ст.                 | пл. Ринок, 12                     |                                      |
| 32                                         | Житловий будинок (мур.)                                                      | 17-19 ст.                 | пл. Ринок, 13                     |                                      |
| 33                                         | Будинок венеційського консула А.Массарі (мур.)                               | 1589 р.-19 ст.            | пл. Ринок, 14                     |                                      |
| 34                                         | Житловий будинок (мур.)                                                      | 16-19 ст.                 | пл. Ринок, 15                     |                                      |
| 35                                         | Житловий будинок (мур.)                                                      | 16-19 ст.                 | пл. Ринок, 16                     |                                      |
| 36                                         | Житловий будинок (мур.)                                                      | 1574-1766 рр.             | пл. Ринок, 17                     |                                      |
| 37                                         | Житловий будинок (мур.)                                                      | 1533-1777 рр.             | пл. Ринок, 18                     |                                      |
| 38                                         | Житловий будинок (мур.)                                                      | 18-19 ст.                 | пл. Ринок, 19                     |                                      |
| 39                                         | Житловий будинок (мур.)                                                      | 17 ст.-1779 р.            | пл. Ринок, 20                     |                                      |
| 40                                         | Житловий будинок (мур.)                                                      | 17-19 ст.                 | пл. Ринок, 21                     |                                      |
| 41                                         | Житловий будинок (мур.)                                                      | к.16-с.18 ст.             | пл. Ринок, 23                     |                                      |
| 42                                         | Житловий будинок (мур.)                                                      | 15 ст.-1920 р.            | пл. Ринок, 24                     |                                      |
| 43                                         | Житловий будинок (мур.)                                                      | 16 ст.,1769, 1873 рр.     | пл. Ринок, 25                     |                                      |
| 44                                         | Житловий будинок (мур.)                                                      | 16 ст.,1878 р.            | пл. Ринок, 26                     |                                      |
| 45                                         | Житловий будинок (мур.)                                                      | 16 ст., 1786 р.           | пл. Ринок, 27                     |                                      |
| 46                                         | Житловий будинок (мур.)                                                      | 15-17 ст.                 | пл. Ринок, 28                     |                                      |
| 47                                         | Житловий будинок (мур.)                                                      | 1768 р.                   | пл. Ринок, 29                     |                                      |
| 48                                         | Житловий будинок (мур.)                                                      | 1770-1772 рр.             | пл. Ринок, 30                     |                                      |
| 49                                         | Житловий будинок (мур.)                                                      | 16-19 ст.                 | пл. Ринок, 31                     |                                      |
| 50                                         | Житловий будинок (мур.)                                                      | 17 ст., 1744, 1860 рр.    | пл. Ринок, 33                     |                                      |
| 51                                         | Житловий будинок (мур.)                                                      | 1767 р.                   | пл. Ринок, 34                     |                                      |
| 52                                         | Житловий будинок (мур.)                                                      | 1785 р.                   | пл. Ринок, 35                     |                                      |
| 53                                         | Житловий будинок (мур.)                                                      | 1778-1781 рр.             | пл. Ринок, 36                     |                                      |
| 54                                         | Житловий будинок (мур.)                                                      | 17-19 ст.                 | пл. Ринок, 37                     |                                      |
| 55                                         | Житловий будинок (мур.)                                                      | 17 ст., 1885 р.           | пл. Ринок, 38                     |                                      |
| 56                                         | Житловий будинок (мур.)                                                      | 17 ст., 1896 р.           | пл. Ринок, 39                     |                                      |
| 57                                         | Житловий будинок (мур.)                                                      | 1773 р.                   | пл. Ринок, 40                     |                                      |
| 58                                         | Житловий будинок (мур.)                                                      | 1668 р.-19 ст.            | пл. Ринок, 41                     |                                      |
| 59                                         | Житловий будинок (мур.)                                                      | 17 ст.-1770 р.            | пл. Ринок, 42                     |                                      |
| 60                                         | Житловий будинок (мур.)                                                      | 17 ст., 1781 р.           | пл. Ринок, 43                     |                                      |
| 61                                         | Житловий будинок (мур.)                                                      | 16 ст.-1771 р.            | пл. Ринок, 44                     |                                      |
| 62                                         | Житловий будинок (мур.)                                                      | 16 ст.-1790, 1873 рр.     | рл. Ринок, 45                     |                                      |
| 63                                         | Фонтан «Адоніс» (мур.)                                                       | 1793 р.                   | пл. Ринок                         |                                      |
| 64                                         | Фонтан «Діана» (мур.)                                                        | 1793 р.                   | пл. Ринок                         |                                      |
| 65                                         | "Нептун"Фонтан" (мур.)                                                       | 1793 р.                   | пл. Ринок                         |                                      |
| 66                                         | Фонтан «Амфітріта» (мур.)                                                    | 1793 р.                   | пл. Ринок                         |                                      |
| 67                                         | Ратуша (мур.)                                                                | 1827-1851 рр.             | пл. Ринок, 1                      |                                      |
| 68                                         | Житловий будинок (мур.)                                                      | 1895 р.                   | пл. Ринок, 22                     |                                      |
| 69                                         | Торговий дім (мур.)                                                          | 1912 р.                   | пл. Ринок, 32                     |                                      |
| 70                                         | Фрагмент Високого муру (мур.)                                                | 14 ст.                    | просп. Свободи                    |                                      |
| 71                                         | Житловий будинок (мур.)                                                      | 15 ст., 1858 р.           | вул. Руська, 2                    |                                      |
| 72                                         | Житловий будинок (мур.)                                                      | 17 ст., 1773 р.           | вул. Руська, 4                    |                                      |
| 73                                         | Житловий будинок (мур.)                                                      | 16-18 ст.                 | вул. Руська, 6                    |                                      |
| 74                                         | Житловий будинок (мур.)                                                      | 16 ст., 1740 р.           | вул. Руська, 8                    |                                      |
| 75                                         | Ансамбль Успенської церкви (мур.):                                           | 16-17 ст.                 | вул. Руська (Підвальна, 9)        |                                      |
| 76                                         | Успенська церква (мур.)                                                      | 1591-1629 рр.             | вул. Руська (Підвальна, 9)        |                                      |
| 77                                         | Вежа Корняка (мур.)                                                          | 1572-1695 рр.             | вул. Руська (Підвальна, 9)        |                                      |
| 78                                         | Каплиця Трьох Святителів (мур.)                                              | 1578-1591 рр.             | вул. Руська (Підвальна, 9)        |                                      |
| 79                                         | Житловий будинок (мур.)                                                      | 16-19 ст.                 | вул. Сербська, 9                  |                                      |
| 80                                         | Міський арсенал (мур.)                                                       | 1555-1575 рр.             | вул. Підвальна, 3                 |                                      |
| 81                                         | Королівський арсенал (мур.)                                                  | 1639 р.                   | вул. Підвальна, 13                |                                      |
| 82                                         | Порохова вежа (мур.)                                                         | 1554-1556 рр.             | вул. Підвальна, 4                 |                                      |
| 83                                         | Житловий будинок (мур.)                                                      | 1774, 1850 рр.            | вул. Театральна, 10               |                                      |
| 84                                         | Костел єзуїтів (мур.)                                                        | 1610-1630 рр.             | вул. Театральна, 11               |                                      |
| 85                                         | Колегія Єзуїтів (мур.)                                                       | 17 ст.-1723 р.            | вул. Театральна, 13               |                                      |
| 86                                         | Комплекс монастиря домініканів (мур.):                                       | 15-19 ст.                 | пл. Музейна (Ставропігійська),1   |                                      |
| 87                                         | Костел домініканів (мур.)                                                    | 1749-1764 рр.             | пл. Музейна(Ставропігійська),1    |                                      |
| 88                                         | Монастирські келії (мур.)                                                    | 1556-1778 рр.             | пл. Музейна (Ставропігійська),1   |                                      |
| 89                                         | Дзвіниця (мур.)                                                              | 1865 р.                   | пл. Музейна (Ставропігійська),1   |                                      |
| 90                                         | Комплекс монастиря бернардинів (мур.):                                       | 17-18 ст.                 | пл. Соборна, 3, 3-а               |                                      |
| 91                                         | Костел Св. Андрія (мур.)                                                     | 1600-1630 рр.             | пл. Соборна, 3                    |                                      |
| 92                                         | Дзвіниця (мур.)                                                              | 17 ст.-1734 р.            | пл. Соборна, 3-а                  |                                      |
| 93                                         | Монастирські келії (мур.)                                                    | 1600 р.                   | пл. Соборна, 3-а                  |                                      |
| 94                                         | Ротонда (мур.)                                                               | 1761 р.                   | пл. Соборна, 3-а                  |                                      |
| 95                                         | Пам'ятна колона (мур.)                                                       | 1736 р.                   | пл. Соборна, 3-а                  |                                      |
| 96                                         | Оборонні мури з Глинян-ською надбрамною баштою (мур.)                        | 1600 р.                   | пл. Соборна, 3-а                  |                                      |
| 97                                         | Житловий будинок (мур.)                                                      | 17-18 ст.                 | пл. Музейна, 3                    |                                      |
| 98                                         | Житловий будинок (мур.)                                                      | 1595 р.-19 ст.            | пл. Музейна, 7                    |                                      |
| 99                                         | Житловий будинок (мур.)                                                      | 17 ст., 1906 р.           | пл. Музейна, 9                    |                                      |
| 100                                        | Костел Св. Марії Магдалини (мур.)                                            | 1609-1612, 1758, 1890 рр. | вул. Бандери, 10                  |                                      |
| 101                                        | Житловий будинок (мур.)                                                      | 17-19 ст.                 | вул. Л.Українки, 32               |                                      |
| 102                                        | Житловий будинок (мур.)                                                      | 1633 р.-19 ст.            | вул. Староєврейська,34            |                                      |
| 103                                        | Житловий будинок (мур.)                                                      | 17-19 ст.                 | вул. Староєврейська,35            |                                      |
| 104                                        | Костел Святого Миколи (мур.)                                                 | 1739-1745 рр.             | вул. Грушевського, 2              |                                      |
| 105                                        | Костел кларисок (мур.)                                                       | 1607-1939 рр.             | вул. Личаківська, 2               |                                      |
| 106                                        | Дзвіниця Святодухівської церкви (мур.)                                       | 1729, 1750 рр.            | вул. Коперніка, 36                |                                      |
| 107                                        | Палац Сапіг з брамою (мур.)                                                  | 1867-1868 рр.             | вул. Коперніка, 42                |                                      |
| 108                                        | Монастир-шпиталь Св. Лазаря (мур.) :                                         | 17-18 ст.                 | вул. Коперніка, 27                |                                      |
| 109                                        | Костел Св. Лазаря (мур.)                                                     | 1634-1640 рр.             | вул. Коперніка, 27                |                                      |
| 110                                        | Келії (шпиталь) (мур.)                                                       | 1781-1782 рр.             | вул. Коперніка, 27                |                                      |
| 111                                        | Мури з брамою (мур.)                                                         | 1620 р.                   | вул. Коперніка, 27                |                                      |
| 112                                        | Колодязь з двома левами (мур.)                                               | 1620 р.                   | вул. Коперніка, 27                |                                      |
| 113                                        | Житловий будинок (мур.)                                                      | 17-18 ст.                 | вул. Краківська, 1/3              |                                      |
| 114                                        | Житловий будинок (мур.)                                                      | п.19 ст.                  | вул. Краківська, 4                |                                      |
| 115                                        | Житловий будинок (мур.)                                                      | 18-19 ст.                 | вул. Краківська, 7                |                                      |
| 116                                        | Житловий будинок (мур.)                                                      | 18-19 ст.                 | вул. Краківська, 9                |                                      |
| 117                                        | Житловий будинок (мур.)                                                      | 17-19 ст.                 | вул. Краківська, 22               |                                      |
| 118                                        | Житловий будинок (мур.)                                                      | 1775-1783 рр.             | вул. Краківська, 24               |                                      |
| 119                                        | Житловий будинок (мур.)                                                      | 17-18 ст., 1893 р.        | вул. Шевська, 4                   |                                      |
| 120                                        | Житловий будинок (мур.)                                                      | 1787 р.-п.19 ст.          | вул. Шевська, 10                  |                                      |
| 121                                        | Костел Св. Софії (мур.)                                                      | 1763 р.                   | вул.I.Франка, 121-а               |                                      |
| 122                                        | Церква Святого Миколи (мур.)                                                 | 13-18 ст.                 | вул. Б.Хмельницького, 28          |                                      |
| 123                                        | Монастир Св. Онуфрія (мур.) :                                                | 16-19 ст.                 | вул. Б.Хмельницького, 36          |                                      |
| 124                                        | Церква Св. Онуфрія (мур.)                                                    | 1518, 1680 рр.            | вул. Б.Хмельницького, 36          |                                      |
| 125                                        | Дзвіниця (мур.)                                                              | 1681-1822 рр.             | вул. Б.Хмельницького, 36          |                                      |
| 126                                        | Келії (мур.)                                                                 | 1683 р.                   | вул. Б.Хмельницького, 36          |                                      |
| 127                                        | Шпиталь (мур.)                                                               | 1591 р.                   | вул. Б.Хмельницького, 36          |                                      |
| 128                                        | Мури (мур.)                                                                  | 1693 р.                   | вул. Б.Хмельницького, 36          |                                      |
| 129                                        | Огорожа (мур.)                                                               | 1905 р.                   | вул. Б.Хмельницького, 36          |                                      |
| 130                                        | Церква Святої Параскеви (мур.)                                               | 1645 р.                   | вул. Б.Хмельницького, 63          |                                      |
| 131                                        | Костел Св. Марії Сніжної (мур.)                                              | 14, 19 ст.                | пл. Володимира Великого, 1        |                                      |
| 132                                        | Руїни Високого замку (мур.)                                                  | 14-18 ст.                 | Високий замок                     |                                      |
| 133                                        | Скульптури левів з гротом (мур.)                                             | 1591, 1617, 1845 рр.      | Високий замок                     |                                      |
| 134                                        | Монастир Бенедиктинок (мур.) :                                               | 16-17 ст.                 | пл. Вічева, 2                     |                                      |
| 135                                        | Костел Всіх Святих (мур.)                                                    | 1595 р.                   | пл. Вічева, 2                     |                                      |
| 136                                        | Корпус келій (мур.)                                                          | 1595-1627 рр.             | пл. Вічева, 2                     |                                      |
| 137                                        | Мури з брамою (мур.)                                                         | 17 ст.                    | пл. Вічева, 2                     |                                      |
| 138                                        | Костел Св. Мартина (мур.)                                                    | 1736 р.                   | вул. Жовківська, 8                |                                      |
| 139                                        | Келії з дзвіницею (мур.)                                                     | д.п.18 ст.                | вул. Жовківська, 8                |                                      |
| 140                                        | Миколаївська церква з села Кривки (дер.)                                     | 1763 р.                   | Чернеча гора                      |                                      |
| 141                                        | Костел Св. Антонія (мур.)                                                    | 1718 р.                   | вул. Личаківська,49а              |                                      |
| 142                                        | Колегія піарів (мур.) :                                                      | 1762 р.                   | вул. Некрасова, 2                 |                                      |
| 143                                        | Комплекс монастиря кармелітів босих (мур.):                                  | 1634-1906 рр.             | вул. Винниченка, 20               |                                      |
| 144                                        | Костел Святого Михаїла (мур.)                                                | 1634-1906 рр.             | вул. Винниченка, 20               |                                      |
| 145                                        | Монастирські келії (мур.)                                                    | 17-18 ст.                 | вул. Винниченка, 20               |                                      |
| 146                                        | Мур з брамою (мур.)                                                          | 17 ст.                    | вул. Винниченка, 20               |                                      |
| 147                                        | Монастир кармеліток босих (мур.):                                            | 1642 р.-19 ст.            | вул. Винниченка, 32               |                                      |
| 148                                        | Костел Стрітення (мур.)                                                      | 1642-1683 рр.             | вул. Винниченка, 32               |                                      |
| 149                                        | Монастирські келії (мур.)                                                    | 17-19 ст.                 | вул. Винниченка, 32               |                                      |
| 150                                        | Комплекс собору Св. Юра (мур.):                                              | 1744-1772 рр.             | пл. Св. Юра, 5                    |                                      |
| 151                                        | Собор Св. Юра (мур.)                                                         | 1744-1770 рр.             | пл. Св. Юра, 5                    |                                      |
| 152                                        | Митрополича палата (мур.)                                                    | 1772 р.                   | пл. Св. Юра, 5                    |                                      |
| 153                                        | Будинки капітулу (мур.)                                                      | 1738-1774 рр.             | пл. Св. Юра, 5                    |                                      |
| 154                                        | Дзвіниця (мур.)                                                              | 1828 р.                   | пл. Св. Юра, 5                    |                                      |
| 155                                        | Огорожа з брамами (мур.)                                                     | 1765-1780 рр.             | пл. Св. Юра, 5                    |                                      |
| 156                                        | Північний корпус (мур.)                                                      | 1866 р.                   | пл. Св. Юра, 5                    |                                      |
| 157                                        | Стайня при огорожі (мур.)                                                    | 1777 р.                   | пл. Св. Юра, 5                    |                                      |
| 158                                        | Криниця «На базарі» (мур.)                                                   | 1772 р.                   | пл. Св. Юра, 5                    |                                      |
| 159                                        | Церква Св. Трійці (мур.)                                                     | 1654 р.                   | вул. Майданна, 6 (Сихів)          |                                      |
| 160                                        | Житловий будинок (мур.)                                                      | 18-19 ст.                 | пл. Кафедральна, 2                |                                      |
| 161                                        | Житловий будинок (мур.)                                                      | к.18-19 ст.               | пл. Кафедральна, 5                |                                      |
| 162                                        | Житловий будинок (мур.)                                                      | 18-19 ст.                 | пл. Кафедральна, 6                |                                      |
| 163                                        | Житловий будинок (мур.)                                                      | 1789-1792 рр.             | пл. Кафедральна, 7                |                                      |
| 164                                        | Житловий будинок (мур.)                                                      | 1789-1792 рр.             | пл. Кафедральна, 8                |                                      |
| 165                                        | Житловий будинок (мур.)                                                      | 17 ст., 1848 р.           | вул. Вірменська, 4                |                                      |
| 166                                        | Житловий будинок (мур.)                                                      | 17 ст., 1923 р.           | вул. Вірменська, 6                |                                      |
| 167                                        | Житловий будинок (мур.)                                                      | 18 ст., 1866 р.           | вул. Вірменська, 16               |                                      |
| 168                                        | Житловий будинок (мур.)                                                      | 18 ст.                    | вул. Вірменська, 18               |                                      |
| 169                                        | Житловий будинок (мур.)                                                      | 17-19 ст.                 | вул. Вірменська, 21               |                                      |
| 170                                        | Житловий будинок (мур.)                                                      | 17-19 ст.                 | вул. Вірменська, 22               |                                      |
| 171                                        | Житловий будинок (мур.)                                                      | 17 ст.                    | вул. Вірменська, 32               |                                      |
| 172                                        | Житловий будинок (мур.)                                                      | 17 ст., 1887 р.           | вул. Вірменська, 33               |                                      |
| 173                                        | Житловий будинок (мур.)                                                      | 17 ст., 1932 р.           | вул. Руська, 10                   |                                      |
| 174                                        | Житловий будинок (мур.)                                                      | 17 ст., 1767—1777 рр.     | вул. Руська, 12                   |                                      |
| 175                                        | Житловий будинок (мур.)                                                      | 17 ст., 1775 р., 19 ст.   | вул. Руська, 14                   |                                      |
| 176                                        | Житловий будинок (мур.)                                                      | 17-18 ст.                 | вул. Театральна, 12               |                                      |
| 177                                        | Палац (мур.)                                                                 | 1830 р.                   | вул. Театральна, 18               |                                      |
| 178                                        | Театр опери та балету (мур.)                                                 | 1897-1900 рр.             | просп. Свободи                    |                                      |
| 179                                        | Палац («Під лебедем») (мур.)                                                 | 1763 р.                   | пл. Галицька, 10                  |                                      |
| 180                                        | Житловий будинок з фрагментами бастеї Низького муру (мур.)                   | 14-15 ст., 1908 р.        | вул.бр. Рогатинців, 32            |                                      |
| 181                                        | Житловий будинок (мур.)                                                      | 1713 р.                   | вул. Сербська, 3                  |                                      |
| 182                                        | Житловий будинок (мур.)                                                      | 17-19 ст.                 | вул. Сербська, 5                  |                                      |
| 183                                        | Житловий будинок (мур.)                                                      | 17-19 ст.                 | вул. Сербська, 7                  |                                      |
| 184                                        | Житловий будинок (мур.)                                                      | 18 ст.                    | вул. Сербська, 8                  |                                      |
| 185                                        | Житловий будинок (мур.)                                                      | 16-19 ст.                 | вул. Сербська, 11                 |                                      |
| 186                                        | Житловий будинок (мур.)                                                      | 15-17-19 ст.              | вул. Ставропігійська, 5           |                                      |
| 187                                        | Житловий будинок (мур.)                                                      | 16-19 ст.                 | вул. Федорова, 1                  |                                      |
| 188                                        | Житловий будинок (мур.)                                                      | 17-19 ст.                 | вул. Федорова, 4                  |                                      |
| 189                                        | Житловий будинок (мур.)                                                      | 17 ст., 1910 р.           | вул. Федорова, 8                  |                                      |
| 190                                        | Друкарня Ставропігій-ського інституту (мур.)                                 | 1580-1788 рр.             | вул. Федорова, 9                  |                                      |
| 191                                        | Житловий будинок (мур.)                                                      | 1580 р.                   | вул. Федорова, 10                 |                                      |
| 192                                        | Житловий будинок (мур.)                                                      | 1785 р.                   | вул. Федорова, 14                 |                                      |
| 193                                        | Житловий будинок (мур.)                                                      | 17-с.19 ст.               | вул. Федорова, 16                 |                                      |
| 194                                        | Музей Баворовських (арс-енал Сенявських) (мур.)                              | 1639-1840 рр.             | вул. Бібліотечна, 1               |                                      |
| 195                                        | Житловий будинок (мур.)                                                      | 17 ст., п.19 ст.          | вул. Галицька, 3                  |                                      |
| 196                                        | Житловий будинок (мур.)                                                      | 18-19 ст.                 | вул. Галицька, 8                  |                                      |
| 197                                        | Житловий будинок (мур.)                                                      | 18-19 ст.                 | вул. Галицька, 10                 |                                      |
| 198                                        | Житловий будинок («Під лебедем») (мур.)                                      | 18-19 ст.                 | вул. Галицька, 11                 |                                      |
| 199                                        | Житловий будинок (мур.)                                                      | 1789 р.                   | вул. Галицька, 15                 |                                      |
| 200                                        | Новий театр (Скарбека) (мур.)                                                | 1842 р.                   | вул. Л.Українки, 1                |                                      |
| 201                                        | Житловий будинок (мур.)                                                      | 17 ст.-1872 р.            | вул. Л.Українки, 10               |                                      |
| 202                                        | Житловий будинок (мур.)                                                      | к.18 ст.                  | вул. Л.Українки, 12               |                                      |
| 203                                        | Житловий будинок (мур.)                                                      | 17-19 ст.                 | вул. Л.Українки, 14               |                                      |
| 204                                        | Житловий будинок (мур.)                                                      | 17-19 ст.                 | вул. Л.Українки, 16               |                                      |
| 205                                        | Житловий будинок (мур.)                                                      | 17-19 ст.                 | вул. Л.Українки, 24               |                                      |
| 206                                        | Житловий будинок (мур.)                                                      | 17 ст.-1886 р.            | вул. Л.Українки, 26               |                                      |
| 207                                        | Житловий будинок (мур.)                                                      | 17 ст.-1807 р.            | вул. Л.Українки, 30               |                                      |
| 208                                        | Житловий будинок (мур.)                                                      | 17-19 ст.                 | вул. Староєврейська, 7            |                                      |
| 209                                        | Житловий будинок (мур.)                                                      | 17-18 ст.,1924 р.         | вул. Староєврейська, 8            |                                      |
| 210                                        | Житловий будинок (мур.)                                                      | 17 ст., 1892 р.           | вул. Староєврейська, 10           |                                      |
| 211                                        | Житловий будинок (мур.)                                                      | 17-19 ст.                 | вул. Староєврейська, 22           |                                      |
| 212                                        | Житловий будинок (мур.)                                                      | п.17-к.19 ст.             | вул. Староєврейська, 24           |                                      |
| 213                                        | Житловий будинок (мур.)                                                      | п.17-19 ст.               | вул. Староєврейська, 26           |                                      |
| 214                                        | Житловий будинок (мур.)                                                      | 17 ст., 1856 р.           | вул. Староєврейська, 27           |                                      |
| 215                                        | Житловий будинок (мур.)                                                      | 1611 р.-п.19 ст.          | вул. Староєврейська, 28           |                                      |
| 216                                        | Житловий будинок (мур.)                                                      | 17 ст., 1924 р.           | вул. Староєврейська, 29           |                                      |
| 217                                        | Житловий будинок (мур.)                                                      | 17 ст., 1924 р.           | вул. Староєврейська, 31           |                                      |
| 218                                        | Житловий будинок (мур.)                                                      | 1633 р.-к.19 ст.          | вул. Староєврейська, 36           |                                      |
| 219                                        | Житловий будинок (мур.)                                                      | 17-19 ст.                 | вул. Староєврейська, 38           |                                      |
| 220                                        | Житловий будинок (мур.)                                                      | 17-19 ст.                 | вул. Староєврейська, 50           |                                      |
| 221                                        | Житловий будинок (мур.)                                                      | 17-19 ст.                 | вул. Староєврейська, 52           |                                      |
| 222                                        | Будинок старого університету (мур.)                                          | 1842-1844 рр.             | вул. Грушевського, 4              |                                      |
| 223                                        | Палац Потоцьких (мур.)                                                       | 1880 р.                   | вул. Коперника, 15                |                                      |
| 224                                        | Житловий будинок (мур.)                                                      | 17 ст., 1768 р.           | вул. Краківська, 5                |                                      |
| 225                                        | Житловий будинок (мур.)                                                      | к.18 ст., 1858 р.         | вул. Краківська, 13               |                                      |
| 226                                        | Житловий будинок (мур.)                                                      | 1776 р.                   | вул. Краківська, 15               |                                      |
| 227                                        | Житловий будинок (мур.)                                                      | 1773-1852 рр.             | вул. Краківська, 17               |                                      |
| 228                                        | Житловий будинок (мур.)                                                      | 18 ст., 1890 р.           | вул. Шевська, 6                   |                                      |
| 229                                        | Житловий будинок (мур.)                                                      | 1778-1881 рр.             | вул. Шевська, 8                   |                                      |
| 230                                        | Житловий будинок (мур.)                                                      | п.19 ст.                  | вул. Шевська, 12                  |                                      |
| 231                                        | Житловий будинок (мур.)                                                      | 18 ст., 1878 р.           | вул. Шевська, 14                  |                                      |
| 232                                        | Житловий будинок (мур.)                                                      | 17-19 ст., 1918 р.        | вул. Шевська, 16                  |                                      |
| 233                                        | Житловий будинок (мур.)                                                      | 1780 р.                   | вул. Шевська, 18                  |                                      |
| 234                                        | Бібліотека Оссолінських (мур.)                                               | 1827 р.                   | вул. Стефаника, 2                 |                                      |
| 235                                        | Житловий будинок (мур.)                                                      | 1839 р.                   | вул. Винниченка, 8                |                                      |
| 236                                        | Адміністративний будинок (мур.)                                              | п.19 ст.                  | вул. Винниченка, 14               |                                      |
| 237                                        | Адміністративний будинок (мур.)                                              | 1821 р.                   | вул. Винниченка, 16               |                                      |
| 238                                        | Будинок намісництва мур.)                                                    | 1877-1880 рр.             | вул. Винниченка, 18               |                                      |
| 239                                        | Житловий будинок (мур.)                                                      | п.19 ст.                  | пл. Міцкевича, 9                  |                                      |
| 240                                        | Костел Св. Казимира (мур.)                                                   | 1656-1664 рр.             | вул. М.Кривоноса, 1               |                                      |
| 241                                        | Костел місіонерів (мур.)                                                     | 1744 р.-19 ст.            | вул. Замарстинівська, 134-а       |                                      |
| 242                                        | Будинок старого університету (мур.)                                          | 1842-1844 рр.             | вул. Грушевського, 4              |                                      |
| 243                                        | Палац Потоцьких (мур.)                                                       | 1880 р.                   | вул. Коперника, 15                |                                      |
| 244                                        | Житловий будинок (мур.)                                                      | 17 ст., 1768 р.           | вул. Краківська, 5                |                                      |
| 245                                        | Житловий будинок (мур.)                                                      | к.18 ст., 1858 р.         | вул. Краківська, 13               |                                      |
| 246                                        | Житловий будинок (мур.)                                                      | 1776 р.                   | вул. Краківська, 15               |                                      |
| 247                                        | Житловий будинок (мур.)                                                      | 1773-1852 рр.             | вул. Краківська, 17               |                                      |
| 248                                        | Житловий будинок (мур.)                                                      | 18 ст., 1890 р.           | вул. Шевська, 6                   |                                      |
| 249                                        | Житловий будинок (мур.)                                                      | 1778-1881 рр.             | вул. Шевська, 8                   |                                      |
| 250                                        | Житловий будинок (мур.)                                                      | п.19 ст.                  | вул. Шевська, 12                  |                                      |
| 251                                        | Житловий будинок (мур.)                                                      | 18 ст., 1878 р.           | вул. Шевська, 14                  |                                      |
| 252                                        | Житловий будинок (мур.)                                                      | 17-19 ст., 1918 р.        | вул. Шевська, 16                  |                                      |
| 253                                        | Житловий будинок (мур.)                                                      | 1780 р.                   | вул. Шевська, 18                  |                                      |
| 254                                        | Бібліотека Оссолінських (мур.)                                               | 1827 р.                   | вул. Стефаника, 2                 |                                      |
| 255                                        | Житловий будинок (мур.)                                                      | 1839 р.                   | вул. Винниченка, 8                |                                      |
| 256                                        | Адміністративний будинок (мур.)                                              | п.19 ст.                  | вул. Винниченка, 14               |                                      |
| 257                                        | Адміністративний будинок (мур.)                                              | 1821 р.                   | вул. Винниченка, 16               |                                      |
| 258                                        | Будинок намісництва мур.)                                                    | 1877-1880 рр.             | вул. Винниченка, 18               |                                      |
| 259                                        |                                                                              | п.19 ст.                  | пл. Міцкевича, 9                  |                                      |
| 260                                        | Костел Св. Казимира (мур.)                                                   | 1656-1664 рр.             | вул. М.Кривоноса, 1               |                                      |
| 261                                        | Костел місіонерів (мур.)                                                     | 1744 р.-19 ст.            | вул. Замарстинівська, 134-а       |                                      |
| 262                                        | Комплекс монастиря францисканів (мур.):                                      | 1707-1902 рр.             | вул. Короленка, 1                 |                                      |
| 263                                        | Костел францисканів мур.)                                                    | 1707-1833 рр.             | вул. Короленка, 1                 |                                      |
| 264                                        | Корпус келій (мур.)                                                          | 1708 р.                   | вул. Короленка, 1                 |                                      |
| 265                                        | Церква Успіння Св. Ганни й дзвіниця (мур.)                                   | 1775 р.                   | вул. Заозерна (Голоско)           |                                      |
| 266                                        | Костел Івана Хрестителя (мур.)                                               | 1371 р., 1887 р.          | пл. Старий ринок                  |                                      |
| 267                                        | Художньо-промисловий музей (мур.)                                            | 1894-1904 рр.             | просп. Свободи, 20                |                                      |
| 268                                        | Церква Св. Петра і Павла (мур.)                                              | 1668-1798 рр.             | вул. Личаківська, 82              |                                      |
| 269                                        | Монастир Сакраменток (мур.):                                                 | 1743-1880 рр.             | вул. Тершаковців, 1               |                                      |
| 270                                        | Костел сакраменток                                                           | 1743-1880 рр.             | вул. Тершаковців, 1               |                                      |
| 271                                        | Монастирські келії                                                           | 18 ст.                    | вул. Тершаковців, 1               |                                      |
| 272                                        | Будинок страхового товариства «Дністер»                                      | 1905 р.                   | вул. Руська, 20                   |                                      |
| 273                                        | Будинок бібліотеки й музею Наукового товариства ім. Т.Шевченка               | д.п.19 ст.                | вул. Винниченка, 24               |                                      |
| 274                                        | Будинок друкарні НТШ і редакції «Літературно-наукового вісника»              | д.п.19 ст.                | вул. Винниченка, 26               |                                      |
| 275                                        | Синанагона «Золота Роза» (руїни)                                             | 1582 р.                   | вул. Староєврейська               |                                      |
| 276                                        | Преабраженська церква                                                        | 1729, 1875—1898 рр.       | вул. Краківська, 21               |                                      |
| 277                                        | Будинок Політехнічного інституту                                             | 1874-1878 рр.             | вул. Бандери, 12                  |                                      |
| 278                                        | Комплекс Львівського музею народної архітектури та побуту (дер.):            | 18-20 ст.                 | вул. Чернеча Гора, 1              |                                      |
| 279                                        | Троїцька церква з с. Клокучки (м. Чернівці)                                  | 1774 р.                   | вул. Чернеча Гора, 1              |                                      |
| 280                                        | Церква Параскеви з с. Стоянів Падехівського р-ну                             | 1822 р.                   | вул. Чернеча Гора, 1              |                                      |
| 281                                        | Церква Св. Михайла і дзвіниця з с. Тисовець Сколівського р-ну Львівської обл | 1863 р.                   | вул. Чернеча Гора, 1              |                                      |
| 282                                        | Хата з с. Орявчик Сколівського р-ну Львівської обл.                          | 1792 р.                   | вул. Чернеча Гора, 1              |                                      |
| 283                                        | Стаєнка з с. Плаве Сколівського р-ну Львівської обл.                         | к.19 ст.                  | вул. Чернеча Гора, 1              |                                      |
| 284                                        | Шпихлір з с. Плаве Сколівського р-ну Львівської обл.                         | п.20 ст.                  | вул. Чернеча Гора, 1              |                                      |
| 285                                        | Хата з с. Тухолька Сколівського р-ну Львівської обл.                         | 1910 р.                   | вул. Чернеча Гора, 1              |                                      |
| 286                                        | Олійня з с. Половецьк Сколівського р-ну Львівської обл.                      | 19 ст.                    | вул. Чернеча Гора, 1              |                                      |
| 287                                        | Хата з с. Орявчик Сколівського р-ну Львівської обл.                          | 1860 р.                   | вул. Чернеча Гора, 1              |                                      |
| 288                                        | Хата з с. Либохора Турківського р-ну Львівської обл.                         | 1812 р.                   | вул. Чернеча Гора, 1              |                                      |
| 289                                        | Стайня-стодола з с. Вовче Турківського р-ну Львівської обл.                  | 1903 р.                   | вул. Чернеча Гора, 1              |                                      |
| 290                                        | Хата з с. Либохора Турківського р-ну Львівської обл.                         | 1749 р.                   | вул. Чернеча Гора, 1              |                                      |
| 291                                        | Соляна криниця з Бабина Старосамбірського р-ну Львівської обл.               | 1886 р.                   | вул. Чернеча Гора, 1              |                                      |
| 292                                        | Стайня-стодола з с. Либохора Турківського р-ну Львівської обл.               | д.п.19 ст.                | вул. Чернеча Гора, 1              |                                      |
| 293                                        | Каплиця з с. Ялинкувате Сколівського р-ну Львівської обл.                    | д.п.19 ст.                | вул. Чернеча Гора, 1              |                                      |
| 294                                        | Школа з с. Бусовисько Старосамбірського р-ну Львівської обл.                 | 1880 р.                   | вул. Чернеча Гора, 1              |                                      |
| 295                                        | Хата з с. Мшанець Старосамбірського р-ну Львівської обл.                     | 1920 р.                   | вул. Чернеча Гора, 1              |                                      |
| 296                                        | Хата з с. Гусний Великоберезнянського р-ну Закарпатської обл.                | д.п.19 ст.                | вул. Чернеча Гора, 1              |                                      |
| 297                                        | Хата з с. Шандровець Турківського р-ну Львівської обл.                       | д.п.19 ст.                | вул. Чернеча Гора, 1              |                                      |
| 298                                        | Стодола з с. Пилипець Міжгірського р-ну Закарпатської обл.                   | 1848 р.-к.19 ст.          | вул. Чернеча Гора, 1              |                                      |
| 299                                        | Сукновальня з с. Пилипець Міжгірського р-ну Закарпатської обл.               | 19 ст.                    | вул. Чернеча Гора, 1              |                                      |
| 300                                        | Хата з с. Синевирська Поляна Міжгірського р-ну Закарпатської обл.            | 1886 р.                   | вул. Чернеча Гора, 1              |                                      |
| 301                                        | Хата з с. Зарічене Перечинського р-ну                                        | 1920 р.                   | вул. Чернеча Гора, 1              |                                      |
| 302                                        | Хата з с. Верхня визниця Мукачівського р-ну                                  | п.20 ст.                  | вул. Чернеча Гора, 1              |                                      |
| 303                                        | Кузня з с. Люта Велико-березнянського р-ну                                   | к.19 ст.                  | вул. Чернеча Гора, 1              |                                      |
| 304                                        | Стайня з с. Тихий Велико-серезнянського р-ну                                 | к.19 ст.                  | вул. Чернеча Гора, 1              |                                      |
| 305                                        | Хата з с Люта                                                                | 1944 р.                   | вул. Чернеча Гора, 1              |                                      |
| 306                                        | Комора з с. Люта                                                             | п.20 ст.                  | вул. Чернеча Гора, 1              |                                      |
| 307                                        | Хата з с. Брід Іршавського р-ну                                              | п.20 ст.                  | вул. Чернеча Гора, 1              |                                      |
| 308                                        | Хлів-стодола з с. Брід                                                       | 20-i рр. 20 ст.           | вул. Чернеча Гора, 1              |                                      |
| 309                                        | Комора з с. Брід                                                             | 20-i рр. 20 ст.           | вул. Чернеча Гора, 1              |                                      |
| 310                                        | Хлівець з с. Брід                                                            | 20-i рр. 20 ст.           | вул. Чернеча Гора, 1              |                                      |
| 311                                        | Хата з с. Крайникове Хустського р-ну                                         | к.19 ст.                  | вул. Чернеча Гора, 1              |                                      |
| 312                                        | Комора з с. Сокирниця Хустського р-ну                                        | к.19 ст.                  | вул. Чернеча Гора, 1              |                                      |
| 313                                        | Хлів з с. Сокирниця                                                          | п.20 ст.                  | вул. Чернеча Гора, 1              |                                      |
| 314                                        | Хата з с. Горінчове                                                          | п.20 ст.                  | вул. Чернеча Гора, 1              |                                      |
| 315                                        | Хата з м. Верховина прис. Слупійка Івано-Франківської обл.                   | д.п.19 ст.                | вул. Чернеча Гора, 1              |                                      |
| 316                                        | Бурдей з с. Замагорів Верхавинського р-ну                                    | к.18 ст.                  | вул. Чернеча Гора, 1              |                                      |
| 317                                        | Хлів з с. Заматорів прис. Гора верховинського р-ну                           | п.19 ст.                  | вул. Чернеча Гора, 1              |                                      |
| 318                                        | Хата з с. Яворів Косівського р-ну                                            | 1927 р.                   | вул. Чернеча Гора, 1              |                                      |
| 319                                        | Хата з с. Бережниця прис. Смитанчина Верховинського р-ну                     | к.19 ст.                  | вул. Чернеча Гора, 1              |                                      |
| 320                                        | Гражда з с. Криворівня                                                       | к.19 ст.                  | вул. Чернеча Гора, 1              |                                      |
| 321                                        | Пастуша стая з с. Зелене                                                     | п.19 ст.                  | вул. Чернеча Гора, 1              |                                      |
| 322                                        | Хата з с. Бережонка Вижницького р-ну Чернівецької обл.                       | п.20 ст.                  | вул. Чернеча Гора, 1              |                                      |
| 323                                        | Стодола з с. Бережонка                                                       | п.20 ст.                  | вул. Чернеча Гора, 1              |                                      |
| 324                                        | Хата з с. Шилівці Хотинського р-ну                                           | с.19 ст.                  | вул. Чернеча Гора, 1              |                                      |
| 325                                        | Вітряк з с. Шилівці                                                          | п.20 ст.                  | вул. Чернеча Гора, 1              |                                      |
| 326                                        | Хата з с. Вербовець Косівського р-ну                                         | к.19-п.20 ст.             | вул. Чернеча Гора, 1              |                                      |
| 327                                        | Стодола з с. Вербовець                                                       | п.20 ст.                  | вул. Чернеча Гора, 1              |                                      |
| 328                                        | Комора з с. Рипень Путильльського р-ну                                       | п.20 ст.                  | вул. Чернеча Гора, 1              |                                      |
| 329                                        | Хата з с. Троїця Снятинського р-ну Івано-Франківської обл.                   | 1886 р.                   | вул. Чернеча Гора, 1              |                                      |
| 330                                        | Церква Святого Миколи з с. Соколів Бучацького р-ну Тернопільської обл.       | 1773 р.                   | вул. Чернеча Гора, 1              |                                      |
| 331                                        | Дзвіниця з м. Монастириська Тернопільської обл.                              | д.п.19 ст.                | вул. Чернеча Гора, 1              |                                      |
| 332                                        | Хата з с. Селець Сокальського р-ну Львівської обл.                           | 20-i рр. 20 ст.           | вул. Чернеча Гора, 1              |                                      |
| 333                                        | Стодола з с. Селець Сокальського р-ну Львівської обл.                        | п.20 ст.                  | вул. Чернеча Гора, 1              |                                      |
| 334                                        | Хата з с. Оглядів Радехівського р-ну Львівської обл.                         | 1852 р.                   | вул. Чернеча Гора, 1              |                                      |
| 335                                        | Комора з с. Оглядів Радехівського р-ну Львівської обл.                       | п.19 ст.                  | вул. Чернеча Гора, 1              |                                      |
| 336                                        | Будинок Галицького сейму                                                     | 1877-1881 рр.             | вул. Університетська, 1           |                                      |
| 337                                        | Залізничний вокзал                                                           | 1904 р.                   | пл. Двірцева                      |                                      |
| 338                                        | Костел Св. Єлизавети                                                         | 1912 р.                   |                                   |                                      |
| Львівська міськрада. смт Брюховичі         |                                                                              |                           |                                   |                                      |
| 339                                        | Троїцька церква і дзвіниця                                                   | 1775 р.                   | пл. Кропивницького (Привокзальна) |                                      |
| м. Винники                                 |                                                                              |                           |                                   |                                      |
| 340                                        | Вознесенський костел                                                         | 1738 р.                   |                                   |                                      |
| 341                                        | Дзвіниця Вознесенського костелу                                              | 19 ст.                    |                                   |                                      |
| Бродівський район. м. Броди                |                                                                              |                           |                                   |                                      |
| 342                                        | Замок (мур.)                                                                 | 1630—1635 рр.             | вул. Шкільна, 13                  |                                      |
| 343                                        | Палац (мур.)                                                                 | с. XVIII ст.              | вул. Шкільна, 13                  |                                      |
| 344                                        | Вали i бастіони з казематами (мур.)                                          | 1630—1635 рр.             | вул. Шкільна, 13                  |                                      |
| 345                                        | Церква Святого Юрія (мур.)                                                   | 1625, 1867 рр.            | вул. Поштова, 11                  |                                      |
| 346                                        | Синагога (мур.)                                                              | 1742 р.                   | вул. Гончарська, 12               |                                      |
| 347                                        | Церква Собору Пресвятої Богородиці (дер.)                                    | 1746 р.                   | с. Заболотці                      |                                      |
| 348                                        | Церква Покрова Богородиці (дер.)                                             | 1740 р.                   | с. Лукавець                       |                                      |
| 349                                        | Дзвіниця церкви Покрова Богородиці (дер.)                                    | 1740 р.                   | с. Лукавець                       |                                      |
| 350                                        | Замок Конецпольських (мур.)                                                  | 1635-1640 рр.             | с. Підгірці                       |                                      |
| 351                                        | Палац (мур.)                                                                 | 1635-1640,1779 рр.        | с. Підгірці                       |                                      |
| 352                                        | Заїзд (мур.)                                                                 | к.17 ст.                  | с. Підгірці                       |                                      |
| 353                                        | Костел Святого Йосифа (мур.)                                                 | 1763 р.                   | с. Підгірці                       |                                      |
| 354                                        | Парк з парковими спорудами                                                   | 17-18 ст.                 | с. Підгірці                       |                                      |
| 355                                        | Михайлівська церква (дер.)                                                   | 1720 р.                   | с. Підгірці                       |                                      |
| 356                                        | Монастир домініканів (мур.)                                                  | 15-18 ст.                 | смт Підкамінь                     |                                      |
| 357                                        | Костел Успіння Пресвятої Богородиці (мур.)                                   | 1464-1760 рр.             | смт Підкамінь                     |                                      |
| 358                                        | Монастирські келії (мур.)                                                    | 1612-1746 рр.             | смт Підкамінь                     |                                      |
| 359                                        | Оборонні споруди монастиря (мури, дзвіниця, башти) (мур.)                    | 1702 р.                   | смт Підкамінь                     |                                      |
| 360                                        | Корінфська колона (мур.)                                                     | 1719 р.                   | смт Підкамінь                     |                                      |
| 361                                        | Каплиця Святої Параскеви (мур.)                                              | 1739-1741 рр.             | смт Підкамінь                     |                                      |
| 362                                        | Василіянський монастир (мур.)                                                | 18 ст.                    | с. Плісницьке                     |                                      |
| 363                                        | Церква Різдва Богородиці (мур.)                                              | 1726-1750 рр.             | с. Плісницьке                     |                                      |
| 364                                        | Монастирські келії (мур.)                                                    | 1771-1786 рр.             | с. Плісницьке                     |                                      |
| 365                                        | Церква Різдва Богородиці (дер.)                                              | 1702 р.                   | с. Стиборівка                     |                                      |
| 366                                        | Дзвіниця церкви Різдва Богородиці (дер.)                                     | 1702 р.                   | с. Стиборівка                     |                                      |
| 367                                        | Церква Святого Михаїла (дер.)                                                | 1751-1904 рр.             | с. Шишківці                       |                                      |
| 368                                        | Дзвіниця церкви                                                              | 1686 р.                   | с. Шишківці                       |                                      |
| Буський район. м. Буськ                    |                                                                              |                           |                                   |                                      |
| 369                                        | Церква Святої Параскеви(дер.)                                                | 1708 р.                   | вул. Шашкевича, 56-а              |                                      |
| 370                                        | Дзвіниця церкви Святої Параскеви (дер.)                                      | XVIII ст.                 | вул. Шашкевича, 56-а              |                                      |
| 371                                        | Церква Св. Онуфрія (дер.)                                                    | 1680, 1758 рр.            | передм. Воляни                    |                                      |
| 372                                        | Дзвіниця церкви Св. Онуфрія (дер.)                                           | 1758 р.                   | передм. Воляни                    |                                      |
| 373                                        | Церква Св.ап. Петра i Павла (дер.)                                           | 1680 р.                   | с. Волиця Деревлянська            |                                      |
| 374                                        | Церква РіздваБогородиці (дер.)                                               | 1779 р.                   | с. Грабова                        |                                      |
| 375                                        | Дзвіниця церквиРіздва Богородиці (дер.)                                      | 1779 р.                   | с. Грабова                        |                                      |
| 376                                        | Церква Св.Iллi (дер.)                                                        | 1750 р.                   | смт. Красне                       |                                      |
| 377                                        | Церква Святого Михаїла (дер.)                                                | 1697 р.                   | с. Кути                           |                                      |
| 378                                        | Дзвіниця церкви Святого Михаїла (дер.)                                       | 18 ст.                    | с. Кути                           |                                      |
| 379                                        | Церква Собору Пресвятої Богородиці(дер.)                                     | 1750 р.                   | с. Кути                           |                                      |
| 380                                        | Костел Воздвиження Чесного Хреста (мур.)                                     | 1740-1790 рр              | с. Новий Милятин                  |                                      |
| 381                                        | Корчма (мур.)                                                                | 18 ст.                    | с. Новий Милятин                  |                                      |
| 382                                        | Каплиця на честь перемоги під Хотином (мур.)                                 | 1621 р.                   | с. Новий Милятин                  |                                      |
| 383                                        | Замок Даниловичів (мур.)                                                     | 14-17 ст.                 | смт Олесько                       |                                      |
| 384                                        | Костел Св. Трійці (мур.)                                                     | 1545, 1627                | смт Олесько                       |                                      |
| 385                                        | Монастир капуцинів (мур.)                                                    | 1739 р.                   | смт Олесько                       |                                      |
| 386                                        | Костел Св. Йосифа (мур.)                                                     | 1739 р.                   | смт Олесько                       |                                      |
| 387                                        | Келії (мур.)                                                                 | 1739 р.                   | смт Олесько                       |                                      |
| 388                                        | Церква Введення в храм Пресвятої Богородиці (дер.)                           | 1754 р.                   | с. Переволочна                    |                                      |
| 389                                        | Дзвіниця церкви Введення в храм Пресвятої Богородиці(дер.)                   | 18 ст.                    | с. Переволочна                    |                                      |
| 390                                        | Церква Покрова Богородиці (дер.)                                             | 16 ст., 1868 р.           | с. Ріпнів                         |                                      |
| 391                                        | Дзвіниця церкви Покрова Богородиці (дер.)                                    | 1868 р.                   | с. Ріпнів                         |                                      |
| Городоцький район. м. Городок              |                                                                              |                           |                                   |                                      |
| 392                                        | Костел Здвиження (мур.)                                                      | 15-18 ст.                 | вул. Львівська, 4                 |                                      |
| 393                                        | Церква Благовіщення Пресвятої Богородиці (мур.)                              | 1633 р.                   | вул. Коцюбинського,5              |                                      |
| 394                                        | Дзвіниця церкви Благовіщення Пресвятої Богородиці (мур.)                     | п.20 ст.                  | вул. Коцюбинського,5              |                                      |
| 395                                        | Церква Св.Іоанна Хрестителя (мур.)                                           | 1755 р.                   | вул. В.Стуса, 12                  |                                      |
| 396                                        | Дзвіниця церкви Св.Іоанна Хрестителя (мур.)                                  | 1863 р.                   | вул. В.Стуса, 12                  |                                      |
| 397                                        | Францисканський монастир (мур.)                                              | 1419 р.                   | вул Паркова, 3                    |                                      |
| 398                                        | Костел Францисканів (мур.)                                                   | 1419 р.                   | вул Паркова, 3                    |                                      |
| 399                                        | Монастирські келії (мур.)                                                    | 1419 р.                   | вул Паркова, 3                    |                                      |
| 400                                        | Церква Св. Кузьми та Дем'яна з дзвіницею (мур.)                              | 1805 р.                   | с. Вишня                          |                                      |
| 401                                        | Церква Преображення Господнього (дер.)                                       | 1776 р.                   | с. Грімне                         |                                      |
| 402                                        | Дзвіниця церкви Преображення Господнього (дер.)                              | 1776 р.                   | с. Грімне                         |                                      |
| 403                                        | Церква Введення в храм Пресвятої Богородиці (мур.)                           | 1693 р.                   | с. Заверещиця                     |                                      |
| 404                                        | Дзвіниця церкви Введення в храм Пресвятої Богородиці (дер.)                  | 19 ст.                    | с. Заверещиця                     |                                      |
| 405                                        | Церква Святого Миколи (мур.)                                                 | 1810 р.                   | с. Завидовичі                     |                                      |
| 406                                        | Дзвіниця церкви Святого Миколи (мур.)                                        | 1810 р.                   | с. Завидовичі                     |                                      |
| 407                                        | Церква Успіння Богородиці (дер.)                                             | 1603 р.                   | с. Кліцько                        |                                      |
| 408                                        | Дзвіниця церкви Успіння Богородиці (дер.)                                    | 1673 р.                   | с. Кліцько                        |                                      |
| м. Комарно                                 |                                                                              |                           |                                   |                                      |
| 409                                        | Церква Святого Михаїла (дер.)                                                | 1754 р.                   | вул. Попова                       |                                      |
| 410                                        | Дзвіниця церкви Святого Михаїла (дер.)                                       | 1754 р.                   | вул. Попова                       |                                      |
| 411                                        | Меморіальна каплиця (дер.)                                                   | 1663 р.                   | шлях на Кліцько                   |                                      |
| 412                                        | Костел Різдва Богородиці (мур.)                                              | 1657 р.                   | вул. Попова                       |                                      |
| 413                                        | Дзвіниця костелу Різдва Богородиці (мур.)                                    | 18 ст.                    | вул. Попова                       |                                      |
| 414                                        | Костел Св. Дороти (мур.)                                                     | 1600 р.                   |                                   |                                      |
| Дрогобицький район. м. Дрогобич            |                                                                              |                           |                                   |                                      |
| 415                                        | Церква Св. Юрія (дер.)                                                       | п.16 ст., 1678 р.         | вул. Солоний Ставок, 23           |                                      |
| 416                                        | Дзвіниця церкви Св. Юрія (дер.)                                              | 1670 р                    | вул. Солоний Ставок, 23           |                                      |
| 417                                        | Церква Здвиження Чесного Хреста (дер.)                                       | 1613 р.                   | вул. Зварицька, 7                 |                                      |
| 418                                        | Дзвіниця церкви Здвиження Чесного Хреста (дер.)                              | 1661 р.                   | вул. Зварицька, 7                 |                                      |
| 419                                        | Костел Вознесіння Господнього (мур.)                                         | 14-19 ст.                 | вул. Т.Шевченка, 1                |                                      |
| 429                                        | Дзвіниця костелу Вознесіння Господнього (мур.)                               | 14 ст., 1551 р., к.19 ст. | вул. Т.Шевченка, 1                |                                      |
| 421                                        | Житниці (мур.)                                                               | 1778 р.                   | вул. М.Грушевського, 16           |                                      |
| 422                                        | Церква Святого Миколи (дер.)                                                 | 1800 р.                   | с.Івана Франка (Нагуєвичі)        |                                      |
| 423                                        | Дзвіниця церкви Святого Миколи (дер.)                                        | 1800 р.                   | с.Івана Франка (Нагуєвичі)        |                                      |
| 424                                        | Церква Св.Iллi (дер.)                                                        | 1698 р.                   | с. Лішня                          |                                      |
| 425                                        | Церква Успіння Богороди-ці (Святої Параскеви) (дер.)                         | 1644 р.                   | смт. Медениця (Мединичі)          |                                      |
| 426                                        | Дзвіниця церкви Успіння Богородиці (Святої Параскеви) (дер.)                 | 1644 р.                   | смт. Медениця (Мединичі)          |                                      |
| 427                                        | Церква Святого Миколи (мур.)                                                 | 1695 р.                   | с. Новий Кропивник                |                                      |
| 428                                        | Дзвіниця церкви Святого Миколи (дер.)                                        | 1821 р.                   | с. Новий Кропивник                |                                      |
| 429                                        | Церква Покрова Богородиці (дер.)                                             | п.п.17 ст.                | с. Попелі                         |                                      |
| 430                                        | Дзвіниця церкви Покрова Богородиці (дер.)                                    | 17 ст.                    | с. Попелі                         |                                      |
| 431                                        | Церква Собору Пресвятої Богородиці (дер.)                                    | 1700 р.                   | с. Сілець                         |                                      |
| 432                                        | Дзвіниця церкви Собору Пресвятої Богородиці (дер.)                           | 18 ст.                    | с. Сілець                         |                                      |
| Жидачівський район                         |                                                                              |                           |                                   |                                      |
| 433                                        | Церква Різдва Богородиці (дер.)                                              | 1724 р.                   | с. Бережниця                      |                                      |
| 434                                        | Дзвіниця церкви Різдва Богородиці (дер.)                                     | 1724 р.                   | с. Бережниця                      |                                      |
| 435                                        | Церква Введення в храм Пресвятої Богородиці (мур.)                           | 1800 р.                   | с. Вибранівка                     |                                      |
| 436                                        | Дзвіниця церкви Введення в храм Пресвятої Богородиці (мур.)                  | 1800 р.                   | с. Вибранівка                     |                                      |
| 437                                        | Дзвіниця церкви Покрова Пресвятої Богородиці (дер.)                          | 1806 р.                   | с. Корчівка                       |                                      |
| 438                                        | Оборонна башта (мур.)                                                        |                           | с. П'ятничани                     |                                      |
| Жовківський район. м. Жовква               |                                                                              |                           |                                   |                                      |
| 439                                        | Замок Жолкевських(мур.)                                                      | 1594-1606 рр.             | пл. Вічева, 2                     |                                      |
| 440                                        | Костел Св. Лаврентія (мур.)                                                  | 1620 р.                   | пл. Вічева                        |                                      |
| 441                                        | Дзвіниця костелу Св. Лаврентія (мур.)                                        | 1620 р.                   | пл. Вічева                        |                                      |
| 442                                        | Домініканський монастир (мур.)                                               | 17-19 ст.                 | вул. Львівська, 5                 |                                      |
| 443                                        | Костел (мур.)                                                                | 1653 р.                   | вул. Львівська, 5                 |                                      |
| 444                                        | Монастирські келії (мур.)                                                    | 1653 р.                   | вул. Львівська, 5                 |                                      |
| 445                                        | Дзвіниця (мур.)                                                              | 1843 р.                   | вул. Львівська, 5                 |                                      |
| 446                                        | Мури з круглою баштою (мур.)                                                 | 1655 р.                   | вул. Львівська, 5                 |                                      |
| 447                                        | Василіянський монастир (мур.)                                                | 17-19 ст.                 | вул. Василіянська                 |                                      |
| 448                                        | Церква Святої Параскеви(Св. Трійці) (мур.)                                   | 1612-1905 рр              | вул. Василіянська                 |                                      |
| 449                                        | Корпус келій (мур.)                                                          | 1782 р.                   | вул. Василіянська                 |                                      |
| 450                                        | Дзвіниця (мур.)                                                              | 1770 р.                   | вул. Василіянська                 |                                      |
| 451                                        | Синагога (мур.)                                                              | 1687 р.                   | вул. Запорізька                   |                                      |
| 452                                        | Міські мури з баштами(мур.)                                                  | 1613-1621 рр.             | пл. Вічева                        |                                      |
| 453                                        | Церква Пр. Трійці (дер.)                                                     | 1720 р.                   | вул. Львівська, 90                |                                      |
| 454                                        | Комплекс забудови Вічевої площі (мур.)                                       | 17-18 ст.                 | пл. Вічева, 3-16                  |                                      |
| 455                                        | Житловий будинок (мур.)                                                      | 18 ст.                    | пл. Вічева, 3                     |                                      |
| 456                                        | Житловий будинок (мур.)                                                      | 17-18 ст.                 | пл. Вічева, 4                     |                                      |
| 457                                        | Житловий будинок (мур.)                                                      | 17-18 ст.                 | пл. Вічева, 5                     |                                      |
| 458                                        | Житловий будинок (мур.)                                                      | 17-18 ст.                 | пл. Вічева, 6                     |                                      |
| 459                                        | Житловий будинок (мур.)                                                      | 17-18 ст.                 | пл. Вічева, 7                     |                                      |
| 460                                        | Житловий будинок (мур.)                                                      | 17 ст.                    | пл. Вічева, 8                     |                                      |
| 461                                        | Житловий будинок (мур.)                                                      | 17-18 ст.                 | пл. Вічева, 9                     |                                      |
| 462                                        | Житловий будинок (мур.)                                                      | 17 ст.                    | пл. Вічева, 13                    |                                      |
| 463                                        | Житловий будинок (мур.)                                                      | 17 ст.                    | пл. Вічева, 14                    |                                      |
| 464                                        | Житловий будинок (мур.)                                                      | 17 ст.                    | пл. Вічева, 15                    |                                      |
| 465                                        | Церква Різдва ПресвятоїБогородиці (дер.)                                     | 1705 р.                   | пл. Вічева, 16                    |                                      |
| 466                                        | Ратуша (мур.)                                                                | 19 ст.                    | вул.I.Франка, 9 (Винники)         |                                      |
| 467                                        | Житловий будинок (мур.)                                                      | 17-18 ст.                 | пл. Вічева                        |                                      |
| 468                                        | Житловий будинок (мур.)                                                      | 17-18 ст.                 | вул. Львівська, 2                 |                                      |
| 469                                        | Житловий будинок (мур.)                                                      | 17-18 ст.                 | вул. Львівська, 4                 |                                      |
| 470                                        | Житловий будинок (мур.)                                                      | 17-18 ст.                 | вул. Львівська, 6                 |                                      |
| 471                                        | Житловий будинок (мур.)                                                      | 17-18 ст.                 | вул. Львівська, 26                |                                      |
| 472                                        | Звіринецька брама (мур.)                                                     | 17 ст.                    | пл. Вічева                        |                                      |
| 473                                        | Церква Святої Параскеви (дер.)                                               | 1748 р.                   | с. Артасів                        |                                      |
| 474                                        | Дзвіниця церкви Святої Параскеви (дер.)                                      | 1748 р.                   | с. Артасів                        |                                      |
| 475                                        | Церква Успіння Богородиці (дер.)                                             | 1667 р.                   | с. Віднів                         |                                      |
| 476                                        | Дзвіниця церкви Успіння Богородиці (дер.)                                    | 1751 р.                   | с. Віднів                         |                                      |
| 477                                        | Церква Різдва Богородиці (дер.)                                              | 1738 р.                   | с. Віднів                         |                                      |
| 478                                        | Дзвіниця церкви Різдва Богородиці (дер.)                                     | 1738 р.                   | с. Віднів                         |                                      |
| 479                                        | Церква Святого Михаїла (дер.)                                                | 1891 р.                   | с. Великі Передримихи             |                                      |
| 480                                        | Дзвіниця церкви Святого Михаїла (дер.)                                       | 1891 р.                   | с. Великі Передримихи             |                                      |
| 481                                        | Церква Св. Трійці (дер.)                                                     | 1756 р.                   | с. Воля Висоцька                  |                                      |
| 482                                        | Церква Св. Михайла (дер.)                                                    | 1598 р.                   | с. Воля Висоцька                  |                                      |
| 483                                        | Дзвіниця церкви Св. Михайла (дер.)                                           | 18 ст.                    | с. Воля Висоцька                  |                                      |
| 484                                        | Церква Різдва Богородиці (дер.)                                              | 1846 р.                   | с. Деревня                        |                                      |
| 485                                        | Дзвіниця церкви Різдва Богородиці (дер.)                                     | 1846 р.                   | с. Деревня                        |                                      |
| 486                                        | Церква Св. Дмитрія (дер.)                                                    | 1790 р                    | с. Замочок                        |                                      |
| 487                                        | Дзвіниця церкви Св. Дмитрія (дер.)                                           | 19 ст.                    | с. Замочок                        |                                      |
| 488                                        | Церква Преображення Господнього (дер.)                                       | 1797 р.                   | с. Зарудці                        |                                      |
| 489                                        | Дзвіниця церкви Преображення Господнього (дер.)                              | 1797 р.                   | с. Зарудці                        |                                      |
| 490                                        | Церква Св. Симеона Стовпника (дер.)                                          | 1776 р.                   | с. Звертів                        |                                      |
| 491                                        | Дзвіниця церкви Св. Си-меона Стовпника (дер.)                                | 1782 р.                   | с. Звертів                        |                                      |
| 492                                        | Церква Введення в храм Пресвятої Богородиці (дер.)                           | 1708 р.                   | с. Кошелів                        |                                      |
| 493                                        | Дзвіниця церкви Введен-ня в храм Пресвятої Богородиці (дер.)                 | 1738 р.                   | с. Кошелів                        |                                      |
| 494                                        | Василіянськиймонастир (мур.)                                                 | 17-18 ст.                 | с. Крехів                         |                                      |
| 495                                        | Церква Святого Миколи (мур.)                                                 | 1721-1737 рр.             | с. Крехів                         |                                      |
| 496                                        | Дзвіниця (мур.)                                                              | 1660-1761 рр.             | с. Крехів                         |                                      |
| 497                                        | Монастирські келії (мур.)                                                    | 1755, 1780 рр.            | с. Крехів                         |                                      |
| 498                                        | Мури з брамами та баштами (мур.)                                             | 1661-1664,1776 рр.        | с. Крехів                         |                                      |
| 499                                        | Церква Святої Параскеви (дер.)                                               | 1724 р.                   | с. Крехів                         |                                      |
| 500                                        | Дзвіниця церкви Святої Параскеви (дер.)                                      | 1724 р.                   | с. Крехів                         |                                      |
| 501                                        | Костел Святого Миколи (мур.)                                                 | 1538 р.                   | смт. Куликів                      |                                      |
| 502                                        | Церква Святого Духа (дер.)                                                   | 1502 р.                   | с. Потелич                        |                                      |
| 503                                        | Дзвіниця церкви Святого Духа (дер.)                                          | 17 ст.                    | с. Потелич                        |                                      |
| 504                                        | Дзвіниця церкви Св. Трійці (дер.)                                            | 1545 р.                   | с. Потелич                        |                                      |
| м. Рава-Руська                             |                                                                              |                           |                                   |                                      |
| 505                                        | Костел Св. Йосифа (мур.)                                                     | 1770-1776 рр.             | вул. Коновальця                   |                                      |
| 506                                        | Костел Святого Михаїла ордену Реформаторів (мур.)                            | 1737 р.                   | вул. Коновальця                   |                                      |
| 507                                        | Монастирські келії ордену Реформаторів (мур.)                                | 1737 р.                   | вул. Коновальця                   |                                      |
| 508                                        | Церква Св. Юрія (мур.)                                                       | 1846 р.                   | вул. Чкалова                      |                                      |
| 509                                        | Дзвіниця церкви Воскресіння Господнього (дер.)                               | 18 ст.                    | с. Старе Село                     |                                      |
| Золочівський район. м. Золочів             |                                                                              |                           |                                   |                                      |
| 510                                        | Замок (мур.)                                                                 | 1634-1686 рр.             | вул. Тернопільська, 5             |                                      |
| 511                                        | Бастіонні укріплення (мур.)                                                  | 1634-1636 рр.             | вул. Тернопільська, 5             |                                      |
| 512                                        | Надбрамний корпус (мур.)                                                     | 1634-1686 рр.             | вул. Тернопільська, 5             |                                      |
| 513                                        | Палац (мур.)                                                                 | 1634-1636, 1686, 1872 рр. | вул. Тернопільська, 5             |                                      |
| 514                                        | Китайський павільйон (мур.)                                                  | 1634-1686 рр.             | вул. Тернопільська, 5             |                                      |
| 515                                        | Церква Святого Миколи (мур.)                                                 | XVI ст., 1765 р           | вул. Валова, 11                   |                                      |
| 516                                        | Дзвіниця церкви Святого Миколи (мур.)                                        | 1886 р.                   | вул. Валова, 11                   |                                      |
| 517                                        | Церква Воскресіння Господнього (мур.)                                        | 1624-1627 рр.             | вул. Шашкевича, 22                |                                      |
| 518                                        | Дзвіниця церкви Воскресіння Господнього (мур.)                               | XIX ст.                   | вул. Шашкевича, 22                |                                      |
| 519                                        | Костел Вознесіння Господнього (мур.)                                         | 1731-1763 рр.             |                                   |                                      |
| 520                                        | Корпус келій (мур.)                                                          | 1731-1736 рр.             |                                   |                                      |
| 521                                        | Церква Різдва Богородиці (дер.)                                              | 1739 р.                   | с. Бібщани                        |                                      |
| 522                                        | Дзвіниця церквиРіздва Богородиці (дер.)                                      | 1739 р.                   | с. Бібщани                        |                                      |
| 523                                        | Костел Успіння Богородиці (мур.)                                             | 1613 р.                   | с. Білий Камінь                   |                                      |
| 524                                        | Костел Святого Миколи (мур.)                                                 | 1400-1651 рр.             | с. Вижняни                        |                                      |
| 525                                        | Церква Успіння Богородиці (дер.)                                             | 1749 р.                   | смт. Глиняни                      |                                      |
| 526                                        | Церква Святого Духа (дер.)                                                   | 1760 р.                   | с. Коропець                       |                                      |
| 527                                        | Церква Здвиження (мур.)                                                      | XVII ст.                  | с. Краснопосільці                 |                                      |
| 528                                        | Дзвіниця церкви Здвиження (дер.)                                             | XVIII ст.                 | с. Краснопосільці                 |                                      |
| 529                                        | Церква Святого Михаїла (дер.)                                                | 1704 р.                   | с. Мала Вільшанка                 |                                      |
| 530                                        | Дзвіниця церкви Святого Михаїла (дер.)                                       | 1925 р.                   | с. Мала Вільшанка                 |                                      |
| 531                                        | Церква Св. Кузьми i Дем'яна (дер.)                                           | 1697 р.                   | с. Махнівці                       |                                      |
| 532                                        | Дзвіниця церкви Св. Кузьми i Дем'яна (дер.)                                  | 1697 р.                   | с. Махнівці                       |                                      |
| 533                                        | Церква Покрова Богородиці (дер.)                                             | 1863 р.                   | с. Митулин                        |                                      |
| 534                                        | Дзвіниця церкви Покрова Богородиці (дер.)                                    | 1863 р.                   | с. Митулин                        |                                      |
| 535                                        | Церква Преображення Господнього (дер.)                                       | 1735 р.                   | с. Підлисся                       |                                      |
| 536                                        | Церква Святої Параскеви (дер.)                                               | 1715 р.                   | с. Плугів                         |                                      |
| 537                                        | Дзвіниця церкви Святої Параскеви (дер.)                                      | 1715 р.                   | с. Плугів                         |                                      |
| 538                                        | Замок-палац (мур.)                                                           | XVI-XVII ст.              | смт. Поморяни                     |                                      |
| 539                                        | Церква Собору Пресвя-тої Богородиці (дер.)                                   | 1690 р.                   | смт. Поморяни                     |                                      |
| 540                                        | Дзвіниця церкви Собору Пресвятої Богородиці (дер.)                           | 1690 р.                   | смт. Поморяни                     |                                      |
| 541                                        | Костел Пресвятої Трійці (мур.)                                               | 1748 р.                   | смт. Поморяни                     |                                      |
| 542                                        | Церква Святого Миколи (дер.)                                                 | XVII ст., 1731 р          | с. Сасів                          |                                      |
| 543                                        | Церква Різдва Богородиці (дер.)                                              | 1702 р.                   | с. Чижів                          |                                      |
| Кам'янка-Бузький район. м. Кам'янка-Бузька |                                                                              |                           |                                   |                                      |
| 544                                        | Церква Святого Миколи (дер.)                                                 | 1667 р.                   | вул. Незалежності                 |                                      |
| 545                                        | Дзвіниця церкви Святого Миколи (дер.)                                        | 1762 р.                   | вул. Незалежності                 |                                      |
| 546                                        | Церква Св. Юрія (дер.)                                                       | 1759 р.                   | с. Батятичі                       |                                      |
| 547                                        | Церква Непорочного зачаття Пресвятої Богородиці (дер.)                       | 1762 р.                   | с. Вислобоки                      |                                      |
| 548                                        | Дзвіниця церкви Непо-рочного зачаття Пресвятої Богородиці (дер.)             | 1762 р.                   | с. Вислобоки                      |                                      |
| 549                                        | Церква Св. Микити (дер.)                                                     | 1666 р.                   | с. Дернів                         |                                      |
| 550                                        | Каплиця Св. Дмитрія (дер.)                                                   | 1750 р.                   | смт. Добротвір                    |                                      |
| 551                                        | Каплиця (мур.)                                                               | 1600 р.                   | с. Новий Став                     |                                      |
| 552                                        | Костел Благовіщення Пресвятої Богородиці (дер.)                              | 1655-1734 рр.             | с. Тадані                         |                                      |
| 553                                        | Церква Успіння Богородиці (дер.)                                             | 1881 р.                   | с. Тишиця                         |                                      |
| 554                                        | Дзвіниця церкви Успіння Богородиці (дер.)                                    | 1881 р.                   | с. Тишиця                         |                                      |
| Миколаївський район                        |                                                                              |                           |                                   |                                      |
| 555                                        | Костел Воздвиження Чесного Хреста (мур.)                                     | 1750 р.                   | с. Берездівці                     |                                      |
| 556                                        | Дзвіниця костелу Воздвиження Чесного Хреста (дер.)                           | 1750 р.                   | с. Берездівці                     |                                      |
| 557                                        | Церква Різдва Богородиці (дер.)                                              | 1750 р.                   | с. Крупське                       |                                      |
| 558                                        | Церква Св.пр.Iллi (мур.)                                                     | 1809 р.                   | с. Луб'яна                        |                                      |
| 559                                        | Церква Святого Миколи (дер.)                                                 | 1688 р.                   | с. Мала Горожанка                 |                                      |
| 560                                        | Дзвіниця церкви Святого Миколи (дер.)                                        | 1713 р.                   | с. Мала Горожанка                 |                                      |
| Мостиський район                           |                                                                              |                           |                                   |                                      |
| 561                                        | Церква Св. Бориса i Гліба (дер.)                                             | XVII ст., 1812 р.         | с. Буховичі                       |                                      |
| 562                                        | Дзвіниця церкви Св. Бориса i Гліба (дер.)                                    | 1812 р.                   | с. Буховичі                       |                                      |
| 563                                        | Церква Здвиження (дер.)                                                      | 1729 р.                   | с. Годині                         |                                      |
| 564                                        | Дзвіниця церкви Здвиження (дер.)                                             | XIX ст.                   | с. Годині                         |                                      |
| 565                                        | Церква Собору Пресвятої Богородиці (мур.)                                    | 1659 р.                   | с. Гостинцеве                     |                                      |
| 566                                        | Дзвіниця церкви Собору Пресвятої Богородиці (дер.)                           | XVIII ст.                 | с. Гостинцеве                     |                                      |
| 567                                        | Церква Святого Миколи (дер.)                                                 | 1653 р.                   | с. Дмитровичі                     |                                      |
| 568                                        | Дзвіниця церкви Святого Миколи (дер.)                                        | 1690 р.                   | с. Дмитровичі                     |                                      |
| Мостиський район                           |                                                                              |                           |                                   |                                      |
| 570                                        | Дзвіниця церкви Св. Бориса i Гліба (дер.)                                    | 1812 р.                   | с. Буховичі                       |                                      |
| 571                                        | Церква Здвиження (дер.)                                                      | 1729 р.                   | с. Годині                         |                                      |
| 572                                        | Дзвіниця церкви Здвиження (дер.)                                             | XIX ст.                   | с. Годині                         |                                      |
| 573                                        | Церква Собору Пресвятої Богородиці (мур.)                                    | 1659 р.                   | с. Гостинцеве                     |                                      |
| 574                                        | Дзвіниця церкви Собору Пресвятої Богородиці (дер.)                           | XVIII ст.                 | с. Гостинцеве                     |                                      |
| 575                                        | Церква Святого Миколи (дер.)                                                 | 1653 р.                   | с. Дмитровичі                     |                                      |
| 576                                        | Дзвіниця церкви Святого Миколи (дер.)                                        | 1690 р.                   | с. Дмитровичі                     |                                      |
| Перемишлянський район                      |                                                                              |                           |                                   |                                      |
| 577                                        | Церква Богоявлення Господнього (дер.)                                        | 1738-1772 рр.             | с. Бачів                          |                                      |
| 578                                        | Костел Святого Миколи (мур.)                                                 | 1402 р., 1630-i рр.       | м. Бібрка, вул. Шевченка, 5       |                                      |
| 579                                        | Церква Різдва Богородиці (дер.)                                              | 1735 р.                   | с. Брюховичі                      |                                      |
| 580                                        | Дзвіниця церквиРіздва Богородиці (дер.)                                      | 1735 р.                   | с. Брюховичі                      |                                      |
| 581                                        | Дзвіниця (дер.)                                                              | перша пол. XVIII ст.      | с. Великі Глібовичі               |                                      |
| 582                                        | Церква Вознесіння Господнього (дер.)                                         | 1710, 1794 рр.            | с. Волощина                       |                                      |
| 583                                        | Костел Св. Станіслава(мур.)                                                  | 1485, 1585 рр.            | с. Дунаїв                         |                                      |
| 584                                        | Церква Собору Пресвятої Богородиці (дер.)                                    | 1724 р.                   | с. Лоні                           |                                      |
| 585                                        | Замок (мур.)                                                                 | 1484 р.                   | с. Свірж                          |                                      |
| 586                                        | Костел Успіння Богородиці (мур.)                                             | 1546 р.                   | с. Свірж                          |                                      |
| 587                                        | Оборонна башта(руїни), грот (мур.)                                           | 1484 р.                   | с. Свірж                          |                                      |
| 588                                        | Унівський монастир-фортеця (мур.)                                            | XV-XIX ст.                | с. Унів (Міжгір'я)                |                                      |
| 589                                        | Церква Успіння Богородиці (мур.)                                             | 1550 р.                   | с. Унів (Міжгір'я)                |                                      |
| 590                                        | Будинок митрополита(мур.)                                                    | 1818 р.                   | с. Унів (Міжгір'я)                |                                      |
| 591                                        | Монастирські келії (мур.)                                                    | XVII-XIX ст.              | с. Унів (Міжгір'я)                |                                      |
| 592                                        | Мури з брамами та баштами (мур.)                                             | XV ст.-                   | с. Унів (Міжгір'я)                |                                      |
| Пустомитівський район                      |                                                                              |                           |                                   |                                      |
| 593                                        | Садибний будинок (мур.) з парком                                             | поч. XIX ст.              | м. Пустомити                      |                                      |
| 594                                        | Церква Здвиження (дер.)                                                      | 1751 р.                   | с. Будьків                        |                                      |
| 595                                        | Дзвіниця церкви Здвиження (дер.)                                             | 1781 р.                   | с. Будьків                        |                                      |
| 596                                        | Костел Св. Войцеха (мур.)                                                    | 1546 р.                   | с. Верхня Білка                   |                                      |
| 597                                        | Церква Святого Миколи (дер.)                                                 | 1729 р.                   | с. Водники                        |                                      |
| 598                                        | Дзвіниця церкви Святого Миколи (дер.)                                        | перша пол. XVIII ст.      | с. Водники                        |                                      |
| 599                                        | Костел Св. Катерини (мур.)                                                   | 1612-1625 рр.             | с. Водяне                         |                                      |
| 600                                        | Костел Всіх Святих (мур.)                                                    | 1758 р.                   | с. Годовиця                       |                                      |
| 601                                        | Церква Св.Ігнатія (дер.)                                                     | 1712-1734 рр              | с. Горбачі                        |                                      |
| 602                                        | Дзвіниця церкви Св.Ігнатія (дер.)                                            | 1734 р.                   | с. Горбачі                        |                                      |
| 603                                        | Церква Св. Юрія (дер.)                                                       | 1781 р.                   | с. Гринів                         |                                      |
| 604                                        | Дзвіниця церкви Св. Юрія (дер.)                                              | 1782 р.                   | с. Гринів                         |                                      |
| 605                                        | Костел Св. Станіслава(мур.)                                                  | 1600 р.                   | с. Давидів                        |                                      |
| 606                                        | Садибний будинок (мур.)                                                      | початок XIX ст.           | с. Давидів                        |                                      |
| 607                                        | Церква Святого Михаїла (дер.)                                                | 1765 р.                   | с. Дмитровичі                     |                                      |
| 608                                        | Дзвіниця церкви Святого Михаїла (дер.)                                       | 1765 р.                   | с. Дмитровичі                     |                                      |
| 609                                        | Церква Святого Михаїла (дер.)                                                | 1770 р.                   | с. Жирівка                        |                                      |
| 610                                        | Дзвіниця церкви Святого Михаїла (дер.)                                       | 1770 р.                   | с. Жирівка                        |                                      |
| 611                                        | Церква Симеона Стовпника (дер.)                                              | 1729 р.                   | с. Коцурів                        |                                      |
| 612                                        | Дзвіниця церкви Симеона Стовпника (дер.)                                     | XVIII ст.                 | с. Коцурів                        |                                      |
| 613                                        | Церква Богоявлення Господнього (дер.)                                        | 1693 р.                   | с. Кугаїв                         |                                      |
| 614                                        | Дзвіниця церкви Богоявлення Господнього (дер.)                               | XVIII ст.                 | с. Кугаїв                         |                                      |
| 615                                        | Церква Симеона Стовпника (дер.)                                              | 1828 р.                   | с. Лісневичі                      |                                      |
| 616                                        | Дзвіниця церкви Симеона Стовпника (дер.)                                     | 1882 р.                   | с. Лісневичі                      |                                      |
| 617                                        | Вознесенський костел (мур.)                                                  | 1626, 1760 рр.            | с. Наварія                        |                                      |
| 618                                        | Дзвіниця Вознесенського костелу (мур.)                                       | 1776 р.                   | с. Наварія                        |                                      |
| 619                                        | Садиба львівських архієпископів (мур.)                                       | 1730 р.                   | с. Оброшине                       |                                      |
| 620                                        | Палац (мур.)                                                                 | 1730 р.                   | с. Оброшине                       |                                      |
| 621                                        | Службові флігелі (мур.)                                                      | 1730 р.                   | с. Оброшине                       |                                      |
| 622                                        | Огорожа з парадною i господарською брамами (мур.)                            | 1730 р.                   | с. Оброшине                       |                                      |
| 623                                        | Парк                                                                         | XVIII ст.                 | с. Оброшине                       |                                      |
| 624                                        | Церква Різдва Богородиці (мур.)                                              | XVI ст.                   | с. Піски                          |                                      |
| 625                                        | Надбрамна дзвіниця з мурами (мур.)                                           | XVI ст.                   | с. Піски                          |                                      |
| 626                                        | Церква Собору Пресвятої Богородиці (дер.)                                    | 1792 р.                   | с. Пикуловичі                     |                                      |
| 627                                        | Костел Св. Валентина (мур.)                                                  | 1856 р.                   | с. Раковець                       |                                      |
| 628                                        | Церква Святого Михаїла (Успіння Богородиці) (дер.)                           | 1718 р.                   | с. Семенівка                      |                                      |
| 629                                        | Дзвіниця церкви Святого Михаїла (Успіння Богородиці) (дер.)                  | 1718 р.                   | с. Семенівка                      |                                      |
| 630                                        | Костел Св. Мартина (мур.)                                                    | 1722 р.                   | с. Семенівка                      |                                      |
| 631                                        | Дзвіниця костелу Св. Мартина (мур.)                                          | 1722 р.                   | с. Семенівка                      |                                      |
| 632                                        | Дзвіниця (дер.)                                                              | п.19 ст.                  | с. Ставчани                       |                                      |
| 633                                        | Церква Святого Івана Хрестителя (дер.)                                       | 1742 р.                   | с. Старе Село                     |                                      |
| 634                                        | Дзвіниця церкви Святого Івана Хрестителя(дер.)                               | 1742 р.                   | с. Старе Село                     |                                      |
| 635                                        | Замок (мур.)                                                                 | 1584-1654 рр.             | с. Старе Село                     |                                      |
| 636                                        | Церква Стрітення Господнього (дер.)                                          | 1757 р.                   | с. Черепин                        |                                      |
| 637                                        | Дзвіниця церкви Стрітення Господнього (дер.)                                 | 1760 р.                   | с. Черепин                        |                                      |
| 638                                        | Костел Святого Миколи (мур.)                                                 | п.15 ст. — 1774 р.        | с. Чишки                          |                                      |
| 639                                        | Дзвіниця костелу Святого Миколи (мур.)                                       | 19 ст.                    | с. Чишки                          |                                      |
| 640                                        | Костел Св. Станіслава (мур.)                                                 | 1553 р.                   | смт. Щирець                       |                                      |
| 641                                        | Дзвіниця костелу Св. Станіслава (мур.)                                       | 19 ст.                    | смт. Щирець                       |                                      |
| 642                                        | Церква Пресвятої Трійці (мур.)                                               | 16 ст.                    | смт. Щирець                       |                                      |
| 643                                        | Дзвіниця Троїцької церкви (дер.) з мурами                                    | 18 ст.                    | смт. Щирець                       |                                      |
| Радехівський район                         |                                                                              |                           |                                   |                                      |
| 644                                        | Церква Покрова Богородиці (дер.)                                             | 1724 р.                   | с. Вузлове                        |                                      |
| 645                                        | Дзвіниця церкви Покрова Богородиці(дер.)                                     | 1724 р.                   | с. Вузлове                        |                                      |
| 646                                        | Костел Непорочного Зачаття Діви Марії (мур.)                                 | 1772 р.                   | смт. Лопатин                      |                                      |
| 647                                        | Церква Преображення Господнього (дер.)                                       | 1738 р.                   | с. Новий Витків (Старий Витків)   |                                      |
| 648                                        | Церква Успіння Богородиці (дер.)                                             | 1738 р.                   | с. Оглядів, на кладовищі          |                                      |
| 649                                        | Дзвіниця церкви Успіння Богородиці (дер.)                                    | 1738 р.                   | с. Оглядів, на кладовищі          |                                      |
| 650                                        | Церква Святого Духа (дер.)                                                   | 1727 р.                   | с. Полове                         |                                      |
| 651                                        | Дзвіниця церкви Святого Духа (дер.)                                          | 1786 р.                   | с. Полове                         |                                      |
| 652                                        | Церква Різдва Богородиці (дер.)                                              | 1700 р.                   | с. Радванці                       |                                      |
| 653                                        | Дзвіниця церкви Різдва Богородиці (дер.)                                     | 1700 р.                   | с. Радванці                       |                                      |
| 654                                        | Церква Пр. Трійці (дер.)                                                     | 1760 р.                   | с. Трійця                         |                                      |
| 655                                        | Дзвіниця церкви Пр. Трійці (дер.)                                            | 1721 р.                   | с. Трійця                         |                                      |
| Самбірський район. м. Самбір               |                                                                              |                           |                                   |                                      |
| 656                                        | Бернардинський монастир (мур.)                                               | 1709-1751 рр.             | вул. А.Міцкевича,5-а              |                                      |
| 657                                        | Костел Св. Станіслава (мур.)                                                 | 1751 р.                   | вул. А.Міцкевича,5-а              |                                      |
| 658                                        | Дзвіниця (мур.)                                                              | 1751 р.                   | вул. А.Міцкевича,5-а              |                                      |
| 659                                        | Монастирські келії (мур.)                                                    | 1751 р.                   | вул. А.Міцкевича,5-а              |                                      |
| 660                                        | Костел Св.Іоанна Хрестителя (мур.)                                           | 1565-1574, 1642 рр.       | ул. Пушкіна, 7                    |                                      |
| 661                                        | Ратуша (мур.)                                                                | 1638-1670, 1844 рр.       | пл. Ринок, 1                      |                                      |
| 662                                        | Колегія Єзуїтів (мур.)                                                       | 1759 р.                   | вул. А.Міцкевича,5-а              |                                      |
| 663                                        | Церква Святого Духа (дер.)                                                   | 1671 р.                   | с. Викоти                         |                                      |
| 664                                        | Дзвіниця церкви Святого Духа (дер.)                                          | 1671 р.                   | с. Викоти                         |                                      |
| 665                                        | Церква Різдва Богородиці (дер.)                                              | 1634 р.                   | с. Зарайське                      |                                      |
| 666                                        | Дзвіниця церкви Різдва Богородиці (дер.)                                     | 1850 р.                   | с. Зарайське                      |                                      |
| 667                                        | Церква Пресвятої Трійці (дер.)                                               | 1671 р.                   | с. Мала Білина                    |                                      |
| 668                                        | Дзвіниця церкви Пресвятої Трійці (дер.)                                      | 19 ст.                    | с. Мала Білина                    |                                      |
| 669                                        | Костел Вознесіння Господнього (мур.)                                         | 1728 р.                   | м. Рудки                          |                                      |
| 670                                        | Дзвіниця костелу Вознесіння Господнього (мур.)                               | 17 ст.                    | м. Рудки                          |                                      |
| Сколівський район. м. Сколе                |                                                                              |                           |                                   |                                      |
| 671                                        | Церква Святої Параскеви(дер.)                                                | 17 ст.                    | вул. Шевченка                     |                                      |
| 672                                        | Дзвіниця церкви Святої Параскеви (дер.)                                      | 1760 р.                   | вул. Шевченка                     |                                      |
| 673                                        | Церква Святого Духа (дер.)                                                   | 1804 р.                   | с. Верхня Рожанка                 |                                      |
| 674                                        | Дзвіниця церкви Святого Духа (дер.)                                          | 1877 р.                   | с. Верхня Рожанка                 |                                      |
| 675                                        | Церква Преображення Господнього (дер.)                                       | 1804-1824 рр.             | с. Волосянка                      |                                      |
| 676                                        | Дзвіниця церкви Преображення Господнього (дер.)                              | 1804-1824 рр.             | с. Волосянка                      |                                      |
| 677                                        | Церква Святого Василя (дер.)                                                 | 1892-1894 рр.             | с. Грабовець                      |                                      |
| 678                                        | Дзвіниця церкви Святого Василя (дер.)                                        | 1874 р.                   | с. Грабовець                      |                                      |
| 679                                        | Церква Вознесіння Господнього (дер.)                                         | 1820 р.                   | с. Кальне                         |                                      |
| 680                                        | Дзвіниця церкви Вознесіння Господнього (дер.)                                | 1837 р.                   | с. Кальне                         |                                      |
| 681                                        | Церква Святої Параскеви (дер.)                                               | 1874 р.                   | с. Коростів                       |                                      |
| 682                                        | Дзвіниця церкви Святої Параскеви (дер.)                                      | 19 ст.                    | с. Коростів                       |                                      |
| 683                                        | Церква Пресвятої Трійці (дер.)                                               | 1842 р.                   | с. Крушельниця                    |                                      |
| 684                                        | Дзвіниця церкви Пресвятої Трійці (дер.)                                      | 1824 р.                   | с. Крушельниця                    |                                      |
| 685                                        | Церква Святого Михаїла (дер.)                                                | 1907 р.                   | с. Лавочне                        |                                      |
| 686                                        | Дзвіниця церкви Святого Михаїла (дер.)                                       | 1908 р.                   | с. Лавочне                        |                                      |
| 687                                        | Церква Успіння Богородиці (дер.)                                             | 1803 р.                   | с. Нижнє Синьовидне               |                                      |
| 688                                        | Дзвіниця церкви Успіння Богородиці (дер.)                                    | 18 ст.                    | с. Нижнє Синьовидне               |                                      |
| 689                                        | Дзвіниця церкви Богоявлення Господнього (дер.)                               | п.19 ст.                  | с. Нижнє Синьовидне               |                                      |
| 690                                        | Церква Здвиження (дер.)                                                      | 1844 р.                   | с. Опорець                        |                                      |
| 691                                        | Дзвіниця церкви Здвиження (дер.)                                             | 1844 р.                   | с. Опорець                        |                                      |
| 692                                        | Церква Богоявлення (Св. Луки) (дер.)                                         | 1862 р.                   | с. Орявчик                        |                                      |
| 693                                        | Дзвіниця церкви Богоявлення (Св. Луки) (дер.)                                | 1801 р.                   | с. Орявчик                        |                                      |
| 694                                        | Церква Святого Михаїла (дер.)                                                | 1888 р.                   | с. Плав'є                         |                                      |
| 695                                        | Дзвіниця церкви Святого Михаїла (дер.)                                       | 1886 р.                   | с. Плав'є                         |                                      |
| 696                                        | Церква Святого Василія Великого (мур.)                                       | 1810 р.                   | с. Риків                          |                                      |
| 697                                        | Дзвіниця церкви Святого Василія Великого (дер.)                              | 1810 р.                   | с. Риків                          |                                      |
| 698                                        | Церква Святого Михаїла (дер.)                                                | 1874 р.                   | с. Сможе                          |                                      |
| 699                                        | Дзвіниця церкви Святого Михаїла (дер.)                                       | 19 ст.                    | с. Сможе                          |                                      |
| 700                                        | Церква Успіння Богородиці (дер.)                                             | 1858 р.                   | с. Тухолька                       |                                      |
| 701                                        | Дзвіниця церкви Успіння Богородиці (дер.)                                    | 1862 р.                   | с. Тухолька                       |                                      |
| 702                                        | Церква Святого Івана Хрестителя (дер.)                                       | 1846 р.                   | с. Хащоване                       |                                      |
| 703                                        | Дзвіниця церкви Святого Івана Хрестителя(дер.)                               | 19 ст.                    | с. Хащоване                       |                                      |
| 704                                        | Церква Покрова Богородиці (дер.)                                             | 1868 р.                   | с. Ялинкувате                     |                                      |
| 705                                        | Дзвіниця церкви Покрова Богородиці (дер.)                                    | 19 ст.                    | с. Ялинкувате                     |                                      |
| Сокальський район. м. Сокаль               |                                                                              |                           |                                   |                                      |
| 706                                        | Монастир Бернардинів (мур.)                                                  | 17-18 ст.                 | вул. Набережна                    |                                      |
| 707                                        | Костел Пресвятої Богородиці (мур.)                                           | 1604-1619 рр.             | вул. Набережна                    |                                      |
| 708                                        | Монастирські келії (мур.)                                                    | 1604-1619 рр.             | вул. Набережна                    |                                      |
| 709                                        | Мури з брамою (мур.)                                                         | 17-18 ст.                 | вул. Набережна                    |                                      |
| 710                                        | Церква Святого Миколи (мур.)                                                 | п.п.16 ст.                | Міський парк                      |                                      |
| м. Белз                                    |                                                                              |                           |                                   |                                      |
| 711                                        | Монастир домініканок (мур.)                                                  | 17-18 ст.                 | вул. Савенка, 3                   |                                      |
| 712                                        | Костел Св. Миколая (мур.)                                                    | 1653 р.                   | вул. Савенка, 3                   |                                      |
| 713                                        | Монастирські келії (мур.)                                                    | 1743 р.                   | вул. Савенка, 3                   |                                      |
| 714                                        | Вежа (мур.)                                                                  | 1606 р.                   | пл. Л.Українки                    |                                      |
| 715                                        | Церква Святої Параскеви (дер.)                                               | 17 ст.                    | вул. Січових Стрільців, 48        |                                      |
| 716                                        | Дзвіниця церкви Святої Параскеви (дер.)                                      | 19 ст.                    | вул. Січових Стрільців, 48        |                                      |
| 717                                        | Церква Святого Миколи (дер.)                                                 | 1782 р.                   | с. Княже                          |                                      |
| 718                                        | Дзвіниця церкви Святого Миколи (дер.)                                        | 1782 р.                   | с. Княже                          |                                      |
| 719                                        | Костел Святого Марка (мур.)                                                  | 1688-1693 рр.             | с. Варяж (кол. Новоукраїнка)      |                                      |
| 720                                        | Садиба Потоцьких (мур.)                                                      | 17-19 ст.                 | с. Тартаків                       |                                      |
| 721                                        | Палац (мур.)                                                                 | к.19 ст.                  | с. Тартаків                       |                                      |
| 722                                        | Флігель (мур.)                                                               | к.19 ст.                  | с. Тартаків                       |                                      |
| 723                                        | Мури замку (мур.)                                                            | 17 ст.                    | с. Тартаків                       |                                      |
| 724                                        | Костел Успіння Пресвятої Богородиці (мур.)                                   | 1642, 1695 рр.            | м. Угнів, вул. Міцкевича, 2-а     |                                      |
| 725                                        | Церква Святого Івана Богослова (дер.)                                        | 1782 р.                   | с. Фусів                          |                                      |
| 726                                        | Дзвіниця церкви Святого Івана Богослова (дер.)                               | 1782 р.                   | с. Фусів                          |                                      |
| м. Червоноград                             |                                                                              |                           |                                   |                                      |
| 727                                        | Василіянський монастир (мур.)                                                | 1771-1776 рр.             | вул. Б.Хмельницького, 21          |                                      |
| 728                                        | Церква Св. Юрія (мур.)                                                       | 1771-1776 рр.             | вул. Б.Хмельницького, 21          |                                      |
| 729                                        | Монастирські келії (мур.)                                                    | 1771-1776 рр.             | вул. Б.Хмельницького, 21          |                                      |
| 730                                        | Бернардинський монастир (мур.)                                               | 1692-1767 рр.             | вул. Б.Хмельницького, 21          |                                      |
| 731                                        | Костел Святого Духа (мур.)                                                   | п.18 ст.- 1760 р.         | вул. Б.Хмельницького, 22          |                                      |
| 732                                        | Монастирські келії (мур.)                                                    | 1747-1760 рр.             | вул. Б.Хмельницького, 22          |                                      |
| 733                                        | Мури (мур.)                                                                  | 1767 р.                   | вул. Б.Хмельницького, 22          |                                      |
| Старосамбірський район                     |                                                                              |                           |                                   |                                      |
| 734                                        | Церква Собору Пресвятої Богородиці (дер.)                                    | 1780 р.                   | с. Бусовисько                     |                                      |
| 735                                        | Дзвіниця церкви Собору Пресвятої Богородиці (дер.)                           | 1788 р.                   | с. Бусовисько                     |                                      |
| м. Добромиль                               |                                                                              |                           |                                   |                                      |
| 736                                        | Дзвіниця Василіянського монастиря (мур.)                                     | 1731 р.                   | вул. Замкова                      |                                      |
| 737                                        | Замок (мур.)                                                                 | д.п.16 ст.                | поблизу с. Тернавка               |                                      |
| 738                                        | Ратуша (мур.)                                                                | 18 ст.                    | пл. Ринок, 1                      |                                      |
| 739                                        | Василіянський монастир (мур.)                                                | 15-п.20 ст.               | с. Лаврів                         |                                      |
| 740                                        | Церква Св. Онуфрія (мур.)                                                    | к.15 ст.                  | с. Лаврів                         |                                      |
| 741                                        | Монастирські приміщення (мур.)                                               | 15-п.20 ст.               | с. Лаврів                         |                                      |
| 742                                        | Церква Успіння Богородиці (дер.)                                             | 1732 р.                   | с. Надиби                         |                                      |
| 743                                        | Церква Пресвятої Трійці (мур.)                                               | 16 ст.                    | смт. Нижанковичі                  |                                      |
| 744                                        | Ратуша (мур.)                                                                | 19 ст.                    | смт. Нижанковичі                  |                                      |
| 745                                        | Костел Св. Мартина (мур.)                                                    | 16-17 ст.                 | с. Нове Місто                     |                                      |
| 746                                        | Церква Святого Миколи (дер.)                                                 | 1736 р.                   | с. Передільниця                   |                                      |
| 747                                        | Дзвіниця церкви Святого Миколи (дер.)                                        | 1736 р.                   | с. Передільниця                   |                                      |
| 748                                        | Церква Богоявлення Господнього (мур.)                                        | 1779 р.                   | с. Ракове                         |                                      |
| 749                                        | Комплекс церкви Різдва Богородиці (зміш.)                                    | 15-19 ст.                 | с. Росохи                         |                                      |
| 750                                        | Церква Різдва Богородиці (мур.)                                              | 15-16 ст.                 | с. Росохи                         |                                      |
| 751                                        | Дзвіниця (дер.)                                                              | 19 ст.                    | с. Росохи                         |                                      |
| 752                                        | Мури з брамою (мур.)                                                         | 18-19 ст.                 | с. Росохи                         |                                      |
| 753                                        | Костел Св. Мартина (мур.)                                                    | 15-16 ст.                 | с. Скелівка                       |                                      |
| 754                                        | Башта-дзвіниця костелу Св. Мартина (мур.)                                    | 15-16 ст.                 | с. Скелівка                       |                                      |
| 755                                        | Церква Воскресіння Господнього (дер.)                                        | 17 ст.                    | смт. Стара Сіль                   |                                      |
| 756                                        | Дзвіниця церкви Воскресіння Господнього (дер.)                               | 17 ст.                    | смт. Стара Сіль                   |                                      |
| 757                                        | Костел Святого Михаїла (мур.)                                                | 1660 р.                   | смт. Стара Сіль                   |                                      |
| 758                                        | Дзвіниця костелу Св. Міхаїла (зміш.)                                         | 17 ст.                    | смт. Стара Сіль                   |                                      |
| 759                                        | П'ятницька церква (дер.)                                                     | 1440 р.                   | смт. Стара Сіль                   |                                      |
| 760                                        | Дзвіниця П'ятницької церкви (дер.)                                           | 17 ст.                    | смт. Стара Сіль                   |                                      |
| 761                                        | Монастир кармелітів (мур.)                                                   | 16-18 ст.                 | с. Сусідовичі                     |                                      |
| 762                                        | Костел Св. Ганни (мур.)                                                      | 1585-1591 рр.             | с. Сусідовичі                     |                                      |
| 763                                        | Монастирські келії (мур.)                                                    | 1608 р.                   | с. Сусідовичі                     |                                      |
| 764                                        | Садибний будинок (мур.)                                                      | 19 ст.                    | с. Чаплі                          |                                      |
| 765                                        | Дзвіниця церкви Святого Михаїла (дер.)                                       | 1730, 1790 рр.            | с. Ясениця Замкова                |                                      |
| Стрийський район                           |                                                                              |                           |                                   |                                      |
| 766                                        | Дзвіниця церкви Святого Михаїла (дер.)                                       | 18 ст.                    | с. Верчани                        |                                      |
| 767                                        | Церква Здвиження (дер.)                                                      | 18 ст.                    | с. Добрівляни                     |                                      |
| 768                                        | Дзвіниця церкви Здвиження (дер.)                                             | 18 ст.                    | с. Добрівляни                     |                                      |
| 769                                        | Церква Святого Духа(дер.)                                                    | 1810 р.                   | с. Підгірці                       |                                      |
| 770                                        | Дзвіниця церкви Святого Духа (дер.)                                          | 1810 р.                   | с. Підгірці                       |                                      |
| 771                                        | Церква Святого Миколи (дер.)                                                 | 1650 р.                   | с. Підгірці                       |                                      |
| 772                                        | Дзвіниця церкви Святого Миколи (дер.)                                        | 19 ст.                    | с. Підгірці                       |                                      |
| Турківський район. м. Турка                |                                                                              |                           |                                   |                                      |
| 773                                        | Церква ПокроваБогородиці (дер.)                                              | 1780 р.                   |                                   |                                      |
| 774                                        | Церква Святого Миколи (дер.)                                                 | 1739 р.                   |                                   |                                      |
| 775                                        | Церква Успіння Богородиці (дер.)                                             | 1750 р.                   |                                   |                                      |
| 776                                        | Церква Собору Пресвятої Богородиці (дер.)                                    | 1788-1791 рр.             | с. Верхня Яблунька                |                                      |
| 777                                        | Дзвіниця церкви Собору Пресвятої Богородиці (дер.)                           | п.п.17 ст.                | с. Верхня Яблунька                |                                      |
| 778                                        | Церква Різдва Богородиці (мур.)                                              | 16-18 ст.                 | с. Верхня Яблунька                |                                      |
| 779                                        | Дзвіниця церкви Різдва Богородиці (дер.)                                     | 1899 р.                   | с. Верхня Яблунька                |                                      |
| 780                                        | Церква Святого Михаїла (дер.)                                                | 1663 р.                   | с. Ісаїв                          |                                      |
| 781                                        | Дзвіниця церкви Святого Михаїла (дер.)                                       | 1722 р.                   | с. Ісаїв                          |                                      |
| 782                                        | Церква Святого Михаїла (дер.)                                                | 1772 р.                   | с. Карпатське                     |                                      |
| 783                                        | Церква Святого Миколи (дер.)                                                 | 1817 р.                   | с. Комарники                      |                                      |
| 784                                        | Дзвіниця церкви Святого Миколи (дер.)                                        | 1817 р.                   | с. Комарники                      |                                      |
| 785                                        | Дзвіниця церкви Святого Михаїла (дер.)                                       | 18 ст.                    | с. Либохора                       |                                      |
| 786                                        | Церква Собору Пресвятої Богородиці (дер.)                                    | 1798 р.                   | с. Либохора                       |                                      |
| 787                                        | Дзвіниця церкви Собору Пресвятої Богородиці (дер.)                           | к.19 ст.                  | с. Либохора                       |                                      |
| 788                                        | Дзвіниця церкви Св. Дмитрія (дер.)                                           | 1725 р.                   | с. Лосинець                       |                                      |
| 789                                        | Церква Собору Пресвятої Богородиці (дер.)                                    | 1838 р.                   | с. Матків                         |                                      |
| 790                                        | Дзвіниця церкви Собору Пресвятої Богородиці (дер.)                           | 1902 р.                   | с. Матків                         |                                      |
| 791                                        | Церква Собору Пресвятої Богородиці (дер.)                                    | 1902 р.                   | с. Мохнате                        |                                      |
| 792                                        | Дзвіниця церкви Собору Пресвятої Богородиці (дер.)                           | 1902 р.                   | с. Мохнате                        |                                      |
| 793                                        | Церква Святого Духа (дер.)                                                   | 1814 р.                   | с. Нижнє Висоцьке                 |                                      |
| 794                                        | Дзвіниця церкви Святого Духа (дер.)                                          | 1905 р.                   | с. Нижнє Висоцьке                 |                                      |
| 795                                        | Церква Пресвятої Трійці (дер.)                                               | 1903 р.                   | с. Нижнє Гусине                   |                                      |
| 796                                        | Дзвіниця церкви Пресвятої Трійці (дер.)                                      | 1903 р.                   | с. Нижнє Гусине                   |                                      |
| 797                                        | Церква Собору Пресвятої Богородиці (дер.)                                    | 1870 р.                   | с. Нижнє                          |                                      |
| 798                                        | Церква Собору Пресвятої Богородиці (дер.)                                    | 1895 р.                   | с. Присліп                        |                                      |
| 799                                        | Церква Введення в храм Пресвятої Богородиці (дер.)                           | 1680 р.                   | с. Середа                         |                                      |
| Яворівський район. м. Яворів               |                                                                              |                           |                                   |                                      |
| 800                                        | Церква РіздваБогородиці (дер.)                                               | 1670 р.                   | вул. Львівська, 72                |                                      |
| 801                                        | Дзвіниця церкви Різдва Богородиці (дер.)                                     | 1670 р.                   | вул. Львівська, 72                |                                      |
| 802                                        | Церква Успіння Богородиці (дер.)                                             | 1670 р.                   | вул. Спартака, 4-а                |                                      |
| 803                                        | Церква Святої Параскеви(дер.)                                                | 1676 р.                   | с. Бунів                          |                                      |
| 804                                        | Дзвіниця церкви Святої Параскеви (дер.)                                      | 1676 р.                   | с. Бунів                          |                                      |
| 805                                        | Церква Св. Юрія (дер.)                                                       | 1715 р.                   | с. Вільшаниця                     |                                      |
| 806                                        | Церква Собору Пресвятої Богородиці (дер.)                                    | 1781 р.                   | с. Великополе                     |                                      |
| 807                                        | Дзвіниця церкви Собору Пресвятої Богородиці (мур.)                           | 1781 р.                   | с. Великополе                     |                                      |
| 808                                        | Преображенська церква (дер.)                                                 | 1662 р.                   | с. Вороблячин                     |                                      |
| 809                                        | Церква Святого Михаїла (дер.)                                                | 1715 р.                   | с. Грушів                         |                                      |
| 810                                        | Дзвіниця церкви Святого Михаїла (дер.)                                       | 1715 р.                   | с. Грушів                         |                                      |
| 811                                        | Костел Пр. Трійці (мур.)                                                     | к.17 ст.                  | смт.Івана Франка                  |                                      |
| 812                                        | Дзвіниця костелу Пр. Трійці (мур.)                                           | 19 ст.                    | смт.Івана Франка                  |                                      |
| 813                                        | Успенська церква (дер.)                                                      | 1739 р.                   | с. Лелехівка                      |                                      |
| 814                                        | Церква Святого Михаїла (дер.)                                                | 1600 р.                   | с. Мужиловичі                     |                                      |
| 815                                        | Церква Святої Параскеви(дер.)                                                | 1640, 1748 рр.            | с. Новий Яр                       |                                      |
| 816                                        | Церква Собору Пресвятої Богородиці (дер.)                                    | 1741 р.                   | с. Прилбичі                       |                                      |
| 817                                        | Церква Іоанна Богослова (дер.)                                               | 1718 р.                   | с. Семерівка                      |                                      |
| 818                                        | Дзвіниця церкви Іоанна Богослова (дер.)                                      | 1818 р.                   | с. Семерівка                      |                                      |
| 819                                        | Церква Святої Параскеви(дер.)                                                | 1638 р.                   | с. Старий Ярів                    |                                      |
| 820                                        | Церква Святого Миколи (дер.)                                                 | 1745 р.                   | с. Цетуля                         |                                      |
| 821                                        | Церква Святої Параскеви(дер.)                                                | 1732 р.                   | смт. Шкло                         |                                      |
| 822                                        | Дзвіниця церкви Святої Параскеви(дер.)                                       | 1732 р.                   | смт. Шкло                         |                                      |